# Église Saint-Leufroy de Thiverny
Pour les articles homonymes, voir église Saint-Leufroy.
L'église Saint-Leufroy est une église catholique paroissiale située à Thiverny, commune de l'Oise. C'est un édifice de dimensions très modestes de seulement quatre travées, qui illustre comment les principes architecturaux mis au point pour les grandes églises ont pu être transposés sur une plus petite échelle tout en prenant en compte les contraintes budgétaires. La moitié des murs de la nef provient de la précédente église romane du XIe siècle, et le portail à bâtons brisés d'autour de 1130 est également roman. La nef a été reconstruite dans le style gothique vers 1230 / 1240 et est influencée par l'ancienne nef de l'église Saint-Médard de Creil. Le chœur a été remplacé une génération plus tard par une construction presque austère, décorée avec parcimonie. Il contient toutefois un rare fragment de vitrail d'origine, qui représente le saint patron de l'église, saint Leufroy d'Évreux. L'église a été inscrite monument historique par arrêté du 16 octobre 1930. Elle a connu plusieurs restaurations et se présente aujourd'hui dans un parfait état de conservation. Affiliée à la paroisse Notre-Dame-des-deux-Rivières du Creillois-Sud, l'église n'a pratiquement plus été utilisée pendant plusieurs années.

## Localisation
L'église Saint-Leufroy se situe en France, en région Hauts-de-France et dans le département de l'Oise, dans la vallée du Thérain, sur la commune de Thiverny, près de Montataire. Elle est bâtie à flanc de coteau à la limite sud-ouest du village, dominant ainsi légèrement sa partie basse, tout en étant elle-même dominée par le versant nord-est du plateau de Thelle. L'élévation méridionale, en fait orientée vers le sud-ouest, est alignée sur la rue Victor-Hugo. Dans les environs de l'église, cette rue marque en même temps la limite du village face au versant boisé du côté. Un petit parvis existe devant la façade occidentale. Le chevet donne quant à lui sur une propriété privée, mais est néanmoins visible depuis la rue. Pour voir l'élévation septentrionale, l'on peut emprunter le sentier qui descend depuis le parvis, moyennant quelques marches d'escalier, vers la rue Henri-Barbusse. Cette rue est parallèle à la rue Victor-Hugo, mais située à un niveau plus bas, et en prenant du recul, l'église devient visible au-dessus des toits des maisons. La meilleure vue existe depuis la rue du 19 mars 1962, qui est perpendiculaire à la rue Henri-Barbusse.

## Histoire

### Histoire de la paroisse

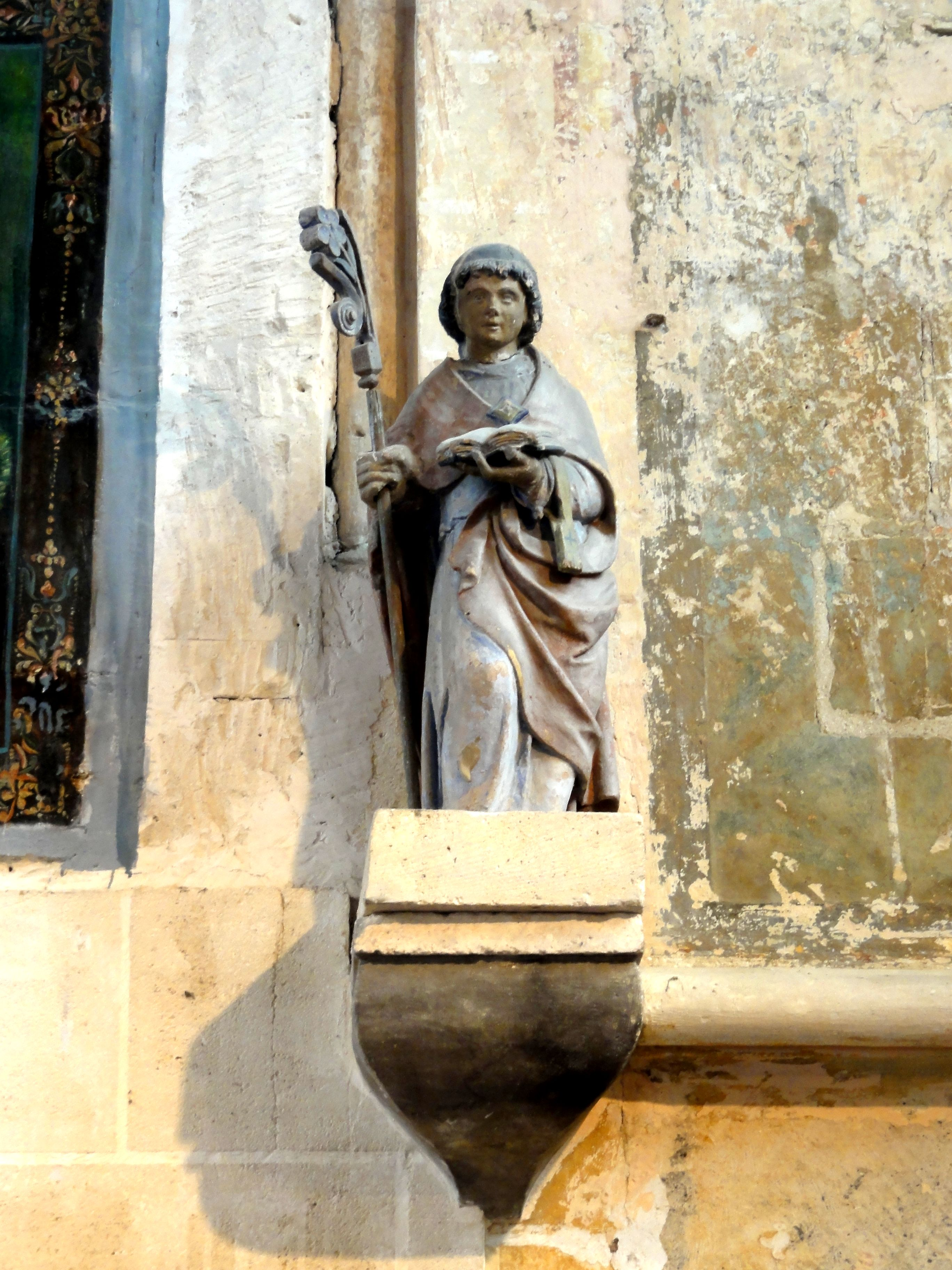
Statue de saint Leufroy.

Le patron de l'église est saint Leufroy d'Évreux, mort en 738, premier abbé de l'abbaye de La Croix-Saint-Leufroy, dans l'actuel département de l'Eure. Un lien très étroit existe entre les reliques de saint Leufroy et l'église de Thiverny elle-même, car lors des invasions normandes au IXe siècle, des moines de La Croix-Saint-Leufroy évacuent les reliques et trouvent refuge à Thiverny. Pour témoigner de leur gratitude, ils offrent sans aucun doute une petite partie des reliques, dont la présence explique la dédicace à saint Leufroy. Elles se sont perdues à une époque indéterminée, bien avant la Révolution française. En 918, le roi Charles le Simple donne les terres de Thiverny à l'abbaye de Saint-Germain-des-Prés. Elle reste seigneur de Thiverny jusqu'à la Révolution, et un banc est réservé à l'église au procureur de l'abbaye qui la représente sur place. Sur la demande du curé de Thiverny, Legrand, les religieux de Saint-Germain-des-Près envoient une vertèbre de saint Leufroy en date du 4 mars 1769. C'est cette relique qui est enfermée dans la châsse dans une niche à droite du chœur. L'église elle-même n'appartient pas à l'abbaye parisienne, et la cure est à la nomination de l'évêque de Beauvais. La paroisse dépend du doyenné et de l'archidiaconé de Clermont du diocèse de Beauvais.

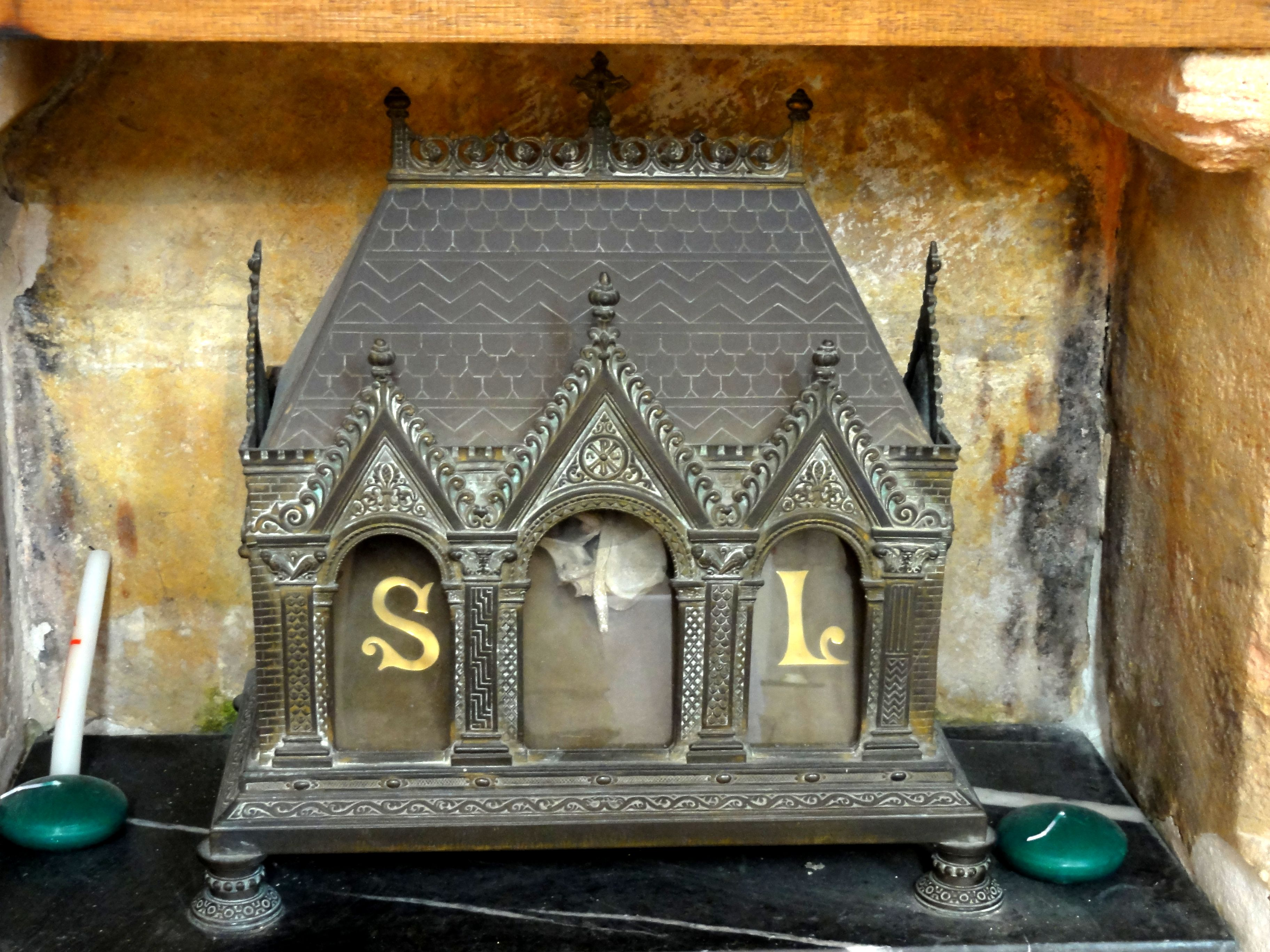
Châsse de saint Leufroy.

Lors de la réunion des trois ordres le 11 mars 1789 à Senlis, organisée préalablement aux États généraux de 1789, le curé de Thiverny, Beaudouin, participe comme l'un des représentants du clergé. Sous la Révolution française en 1790, l'abbé Beaudouin accepte de prêter serment sur la Constitution civile du clergé. L'année suivante, il envoie une lettre au Directoire du département pour se plaindre qu'il ne reçoit plus de traitement pendant plusieurs mois. Sous la Terreur, la pratique du culte est interdite partout en France pendant une période qui peut varier d'un lieu à un autre, et qui va souvent d'été 1793 à fin 1794. À Thiverny, l'église est fermée au culte avant celle de Montataire, et les fidèles doivent accepter de faire un chemin de plus de 3 km à pied. Mais paradoxalement, le curé conserve son poste sous le statut d'agent municipal, alors qu'il n'a pas le droit d'exercer son ministère. Il n'est destitué que le 16 mars 1798 sous prétexte d'incapacité. Deux ans plus tard, il est taxé de contre-révolutionnaire. Les recherches de Paul Darle n'ont pas permis d'identifier la date de la fermeture au culte de l'église, ni celle de sa réouverture. La cure n'est en tout cas pas rétablie, et l'église est desservie par le curé de Montataire ou son vicaire. En 1868, la commune de Thiverny entreprend les démarches pour que l'église soit érigée en succursale, ce qui est accordé par un décret de Napoléon III du 5 février 1870. La condition est qu'une église et un presbytère puissent être mis à disposition. En 1878, Cramoisy et Thiverny se partagent le curé. Paul Darle n'indique pas si ces deux villages forment maintenant une paroisse à part entière. En tout cas, Thiverny fait de nouveau partie du doyenné et de l'archidiaconé de Clermont du diocèse de Beauvais, dont les limites géographiques ne sont toutefois pas les mêmes qu'avant la Révolution,.
Le jour de la Saint-Leufroy, le 21 juin de chaque année, les paroissiens organisent traditionnellement une procession avec les reliques du saint et sa statue, coiffée pour la circonstance d'une couronne de fleurs. Une messe solennelle est célébrée le dimanche suivant, pendant laquelle des brioches sont bénites et partagées parmi l'assistance. La procession disparaît avec la fin de la Seconde Guerre mondiale, mais la date de la fête communale reste le dimanche suivant le 21 juin. Pendant les années 1970, l'église est desservie par un prêtre ouvrier. En 1996, quarante-cinq  nouvelles paroisses plus étendues que les anciennes sont définies dans le diocèse de Beauvais. Thiverny est intégré dans la paroisse Notre-Dame des Deux Rivières avec siège à Montataire, dont dépendent également Saint-Leu-d'Esserent et Villers-sous-Saint-Leu. Son église n'est plus utilisée pour les célébrations régulières.

### Histoire de l'église

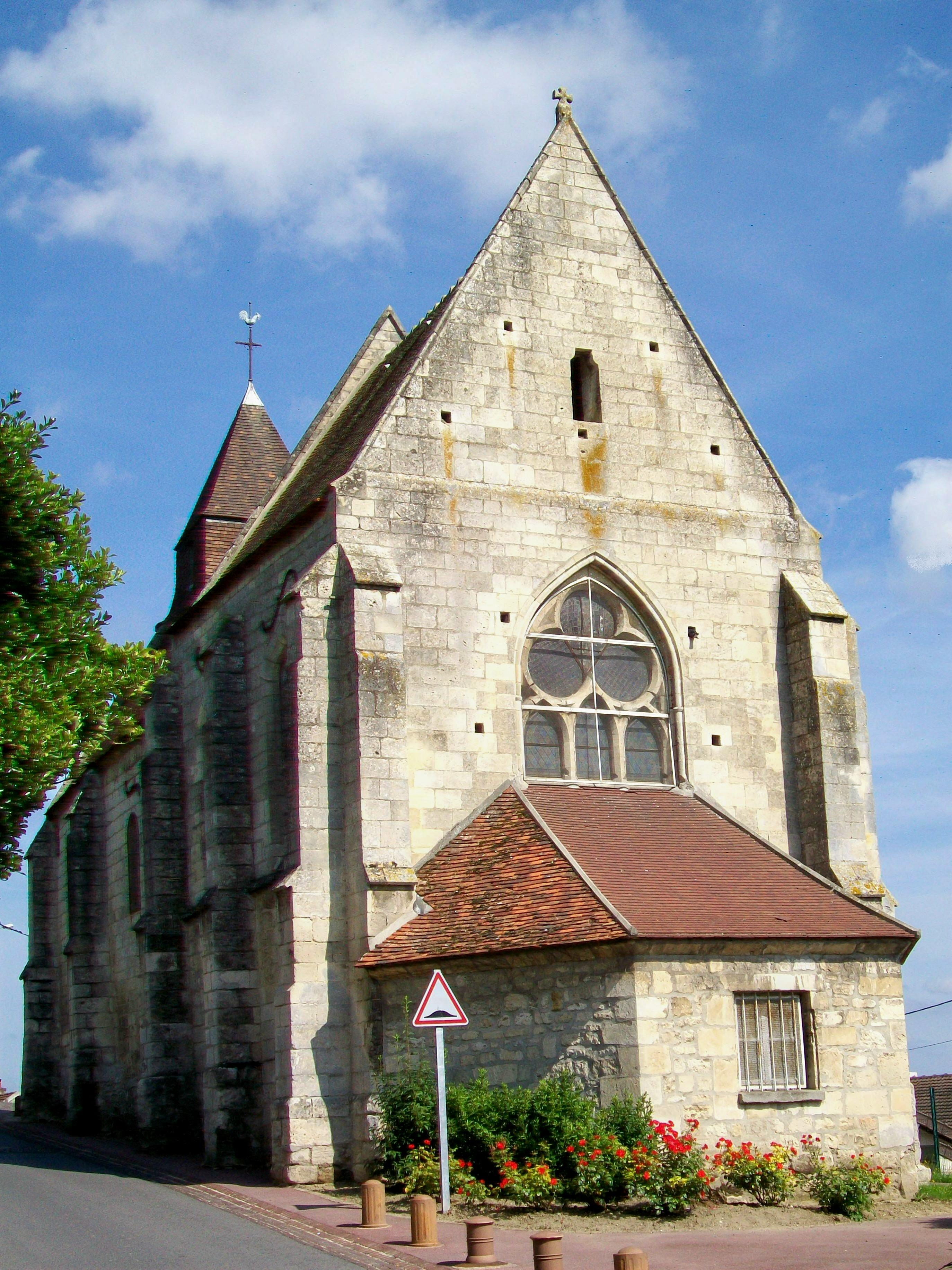
Vue sur le chevet.

La construction de l'église actuelle remonte à la seconde moitié du XIe siècle. De cette époque, subsistent une partie du mur occidental de la nef avec un contrefort plat, et tout le mur septentrional de la nef avec un dernier contrefort plat et les deux fenêtres. Vers 1130, un nouveau portail est construit devant le mur occidental de la nef. Environ un siècle plus tard, l'église s'avère trop petite, et l'agrandissement de la nef se fait vers le sud, car la pente abrupte ne le permet pas au nord. Mais au lieu d'ajouter un bas-côté, le mur roman au sud est jeté bas, et la nef simplement élargie. Elle est en même temps voûtée d'ogives. Cette campagne de construction vers 1230 / 1240 est placée sous l'influence stylistique de l'ancienne nef de l'église Saint-Médard de Creil, devenue ultérieurement son croisillon  nord. Cette ressemblance donne à penser que les mêmes artisans étaient ici à l'œuvre. Le chœur roman, dont plus rien ne subsiste, est remplacé à son tour par le chœur actuel pendant la seconde moitié du XIIIe siècle, soit au moins une vingtaine d'années après la reconstruction de la nef. Ainsi le chœur appartient à la période gothique rayonnante, et un célèbre fragment de vitrail de la baie du chevet dont il sera question plus tard, a bien été identifié comme datant du XIIIe siècle par Eugène Müller et Dominique Vermand. Contrairement à ce que pense Paul Darle, l'agrandissement de la nef ne date pas du XIVe siècle, et le chœur n'est pas de style gothique flamboyant, qui dans la région ne commence qu'après la guerre de Cent Ans. Il faut aussi rejeter l'hypothèse de Paul Darle que l'église était composée uniquement de la nef avant la construction du chœur actuel,,, car ce cas serait ainsi unique dans le Beauvaisis.
Une première restauration après la Révolution est effectuée en 1858 avec l'aide du baron Georges Ferdinand de Condé. Le chœur est refait en 1870. Une nouvelle cloche est installée en 1872, car l'ancienne s'était fêlée. La nouvelle cloche est fondue par Hildebrandt, Paris ; elle pèse 286 kg et est baptisée au nom de « Leufride Georgina Cecila » par ses parrains, la baronne et le baron de Condé. En 1879, le cimetière entourant jusque-là l'église, est déplacé en dehors du village, et un accès de plain-pied à l'église peut ainsi été créée. À partir de 1893, l'on ne sonne plus l'Angélus matin, midi et soir. L'église est inscrite monument historique par arrêté du 16 octobre 1930. Elle souffre indirectement par des bombardements à la fin de la Seconde Guerre mondiale, et des travaux de remise en état sont exécutés en 1948 / 1950. Ils portent notamment sur la réparation ou le renforcement de la charpente, du clocher, du pignon intermédiaire entre nef et chœur, et sur l'arc triomphal situé en dessous. Le chœur doit être restauré une nouvelle fois en 1981. Une grille de protection est placée devant la grande fenêtre du chevet. En 2005, le parvis de l'église est réaménagé.

## Description

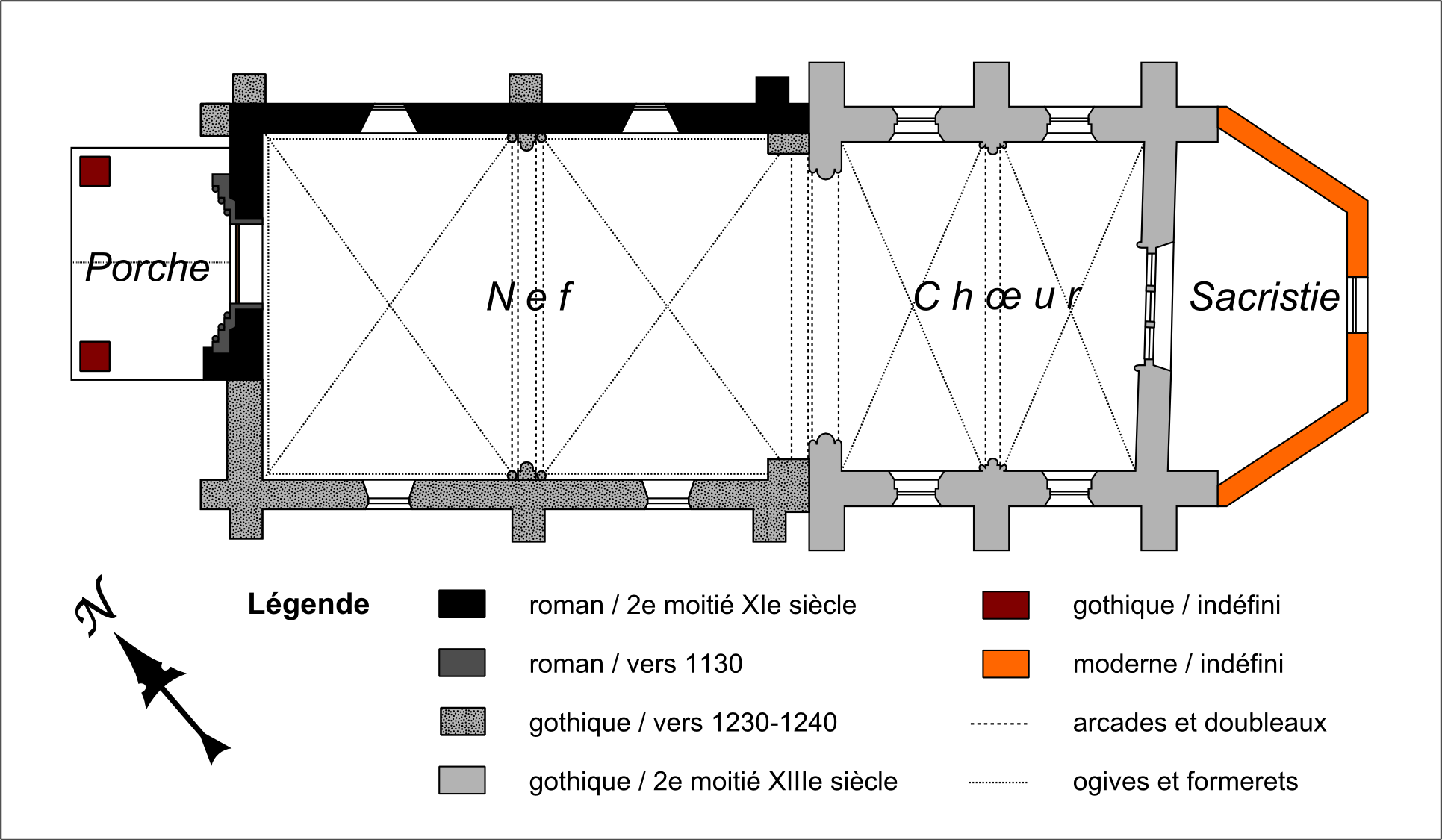
Plan de l'église.

### Aperçu général
Irrégulièrement orientée vers le nord-ouest du côté de la façade ce qui est dû à la nature du terrain, l'église suit un plan très simple. Elle se compose seulement d'une nef de deux travées et d'un chœur d'également deux travées. L'ensemble de l'église est voûté d'ogives, et son espace intérieur mesure environ 15 m de long pour 5 m de large. Il n'y a ni bas-côté, ni transept. Le portail occidental est l'unique accès à l'église ; il est précédé d'un porche. Une sacristie a été ajoutée devant le chevet. Le petit clocher en charpente est assis à cheval sur le toit de la première travée de la nef. Celle-ci ainsi que le chœur sont recouverts par des toits à deux rampants dans le sens de l'axe de l'édifice. Des pignons existent aux deux extrémités de l'église ainsi qu'à l'ouest du chœur, ce dernier étant caché en grande partie par le toit de la nef. Un mur de soutènement succède de près à l'élévation septentrionale.

### Extérieur

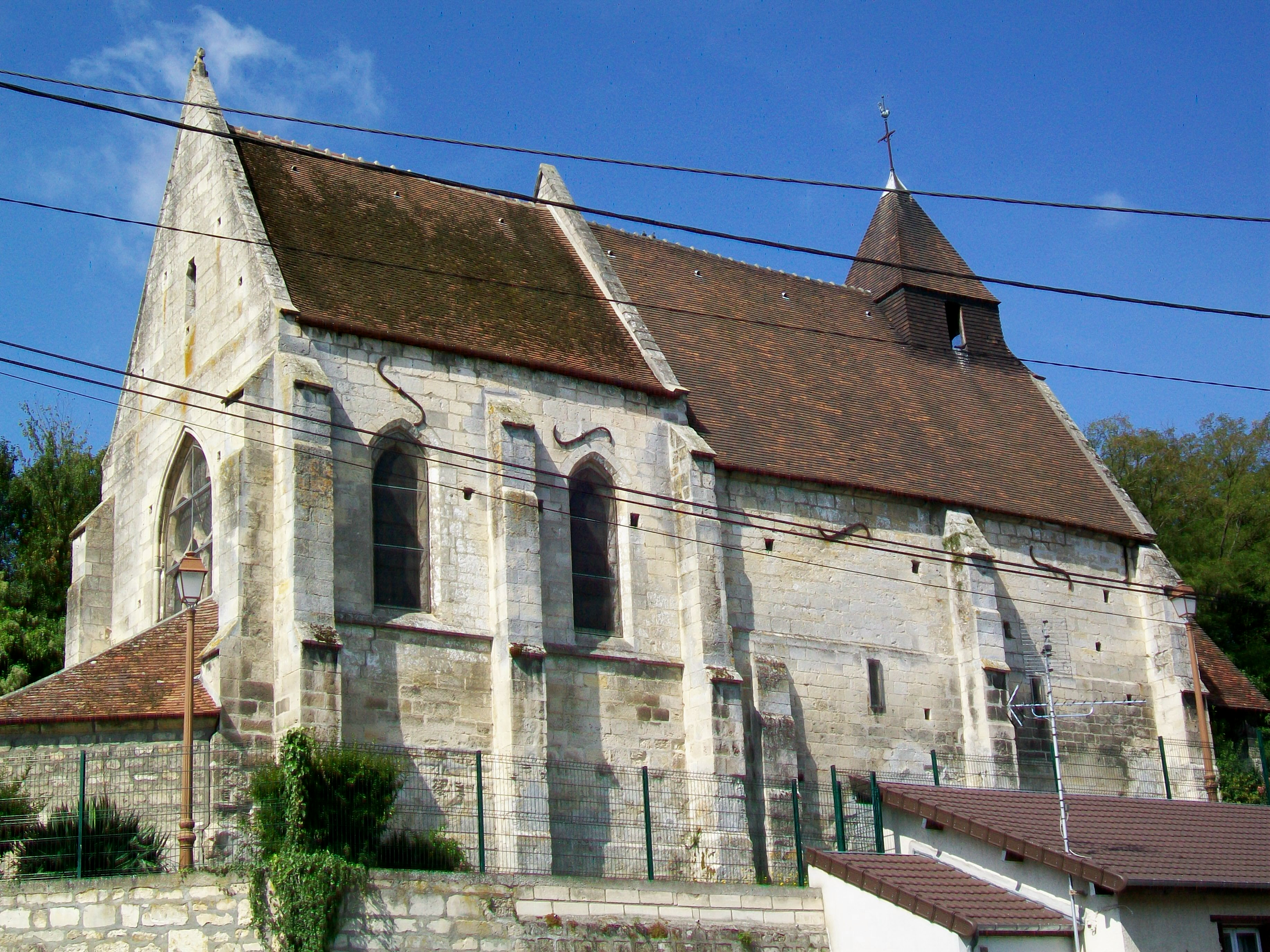
Vue depuis le nord-est.

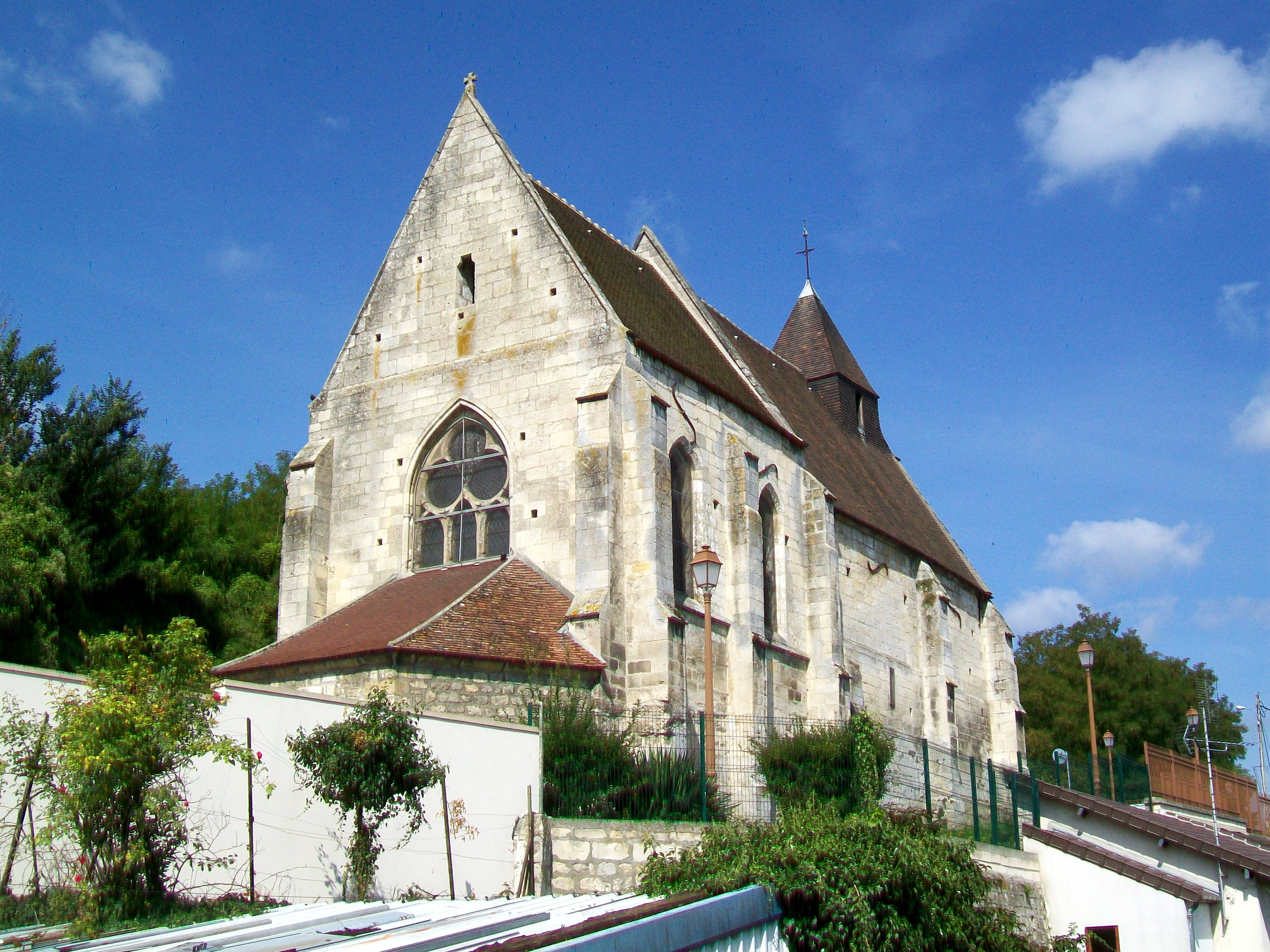
Vue depuis l'est.

Comme le tient à le souligner Dominique Vermand, les dimensions modestes de l'église et la simplicité de ses volumes ne font pas soupçonner la complexité de son histoire monumentale, ni ses qualités architecturales. Toute l'église est bâtie en pierre de taille, même la nef romane du XIe siècle, dont subsistent tout le mur nord et une partie du mur occidental. Il ne paraît pas étonnant qu'au milieu d'un pays de carrières livrant des pierres de qualité, l'on a fait usage de cette pierre pour édifier l'église, mais la nef de la proche église Saint-Léger de Balagny-sur-Thérain qui date de la même époque, est néanmoins bâti en petits moellons irréguliers. La datation haute de la nef romane se base pour l'essentiel sur les deux fenêtres du mur nord, qui sont à linteau échancré monolithique et à simple ébrasement. Cet ébrasement se situe à l'intérieur, et il est à gradins. La partie romane de la nef est englobée dans la nef gothique des années 1230. On la reconnaît par le décrochement horizontal dans le mur et les contreforts plats, un à l'ouest et un au nord, ce dernier se situant immédiatement à droite d'un contrefort du chœur. Les autres contreforts de la nef sont plus hauts et datent des années 1230. Ces contreforts se caractérisant par des retraites successives moyennant de courts glacis sont typiques de la première période gothique, et les larmiers à mi-hauteur et au niveau des glacis sommitaux parlent en faveur d'une date déjà avancée dans le XIIIe siècle. Ils sont au nombre de deux au nord de la nef. L'on trouve les mêmes à l'ouest et au sud, ce qui suggère à première vue que la nef soit homogène. Les deux fenêtres au sud sont des lancettes simples des années 1230.
L'élément le plus remarquable extérieurement est le portail des années 1130, qui n'est pas aligné sous le pignon et un peu caché par le porche ajouté postérieurement. Ce portail roman tardif se rapproche du portail occidental de l'église de Saint-Vaast-lès-Mello, et Eugène Müller parle d'un portail d'un style intéressant qui témoigne de l'habileté décorative des anciens. L'on comprend mal pourquoi Paul Darle qualifie les chapiteaux de frustes et grossièrement exécutés. Le portail fait saillie devant la façade et est surmonté d'un gâble, qui permet d'éviter un décrochement sec. La porte elle-même est en anse de panier et s'ouvre entre deux groupes de trois fines colonnettes appareillées, qui sont logées dans des ressauts successifs du mur et à un intervalle équivalent au diamètre des colonnettes. Chacune des colonnettes porte un chapiteau différent. Ils sont sculptés de masques, sauf celui tout à droite, qui présente une palmette de feuille d'acanthe. Les tailloirs, tous identiques, présentent sur leur face une plate-bande, deux rainures et un quart-de-rond. Une triple archivolte en arc brisé repose sur ces tailloirs, dont les voussures sont agrémentés d'un tore et d'une gorge ; d'un rang de bâtons brisés ; et d'un tore seul. Les bâtons brisés sont d'origine anglo-normande, et représentent l'un des motifs décoratifs les plus courants de l'architecture romane dans la région pendant la première moitié du XIIe siècle. Un cordon de feuilles d'acanthe très stylisées entoure l'archivolte supérieure. Le tympan quant à lui est entièrement nu. Pour revenir au porche, il ne manque pas non plus d'intérêt pour sa charpente déjà ancienne et ses deux bancs de pierre qui le flanquent, montrant les traces d'usure laissées par des générations d'habitants s'étant assis dessus,,.
Le chœur est seulement d'une vingtaine d'années plus jeune que la nef, et son appartenance à la même époque est indiquée par les contreforts, toujours du même type. Le chœur est de même largeur que la nef et se compose également de deux travées, mais il est plus élevé, et ses travées sont moins profondes. L'architecture se caractérise par une grande austérité, qui n'est pas rare à l'époque, et qui se remarque déjà sur la nef, mais le sanctuaire bénéficie souvent d'un minimum d'ornementation sous la forme de corniches ou de cordons au-dessus des fenêtres. Les fenêtres latérales sont certes plus grandes que celles au sud de la nef, mais ce sont toujours des lancettes simples. La grande baie du chevet fait seule exception. Elle présente un remplage de trois lancettes en tiers-point, celle au centre un peu plus élevées que les autres, surmontées par un grand trèfle. Les écoinçons sont ajourés (sauf ceux en haut), mais si petits que ce détail n'est visible qu'en regardant strictement de face. Au-dessus de la fenêtre, le pignon prend un peu de recul par rapport au mur du chœur grâce à un fruit, une épaisseur réduite suffisant ici. Le pignon est percé d'une petite baie ouverte pour l'aération des combles. Sur toutes les parties gothiques, l'on note aussi les nombreux trous de boulin.

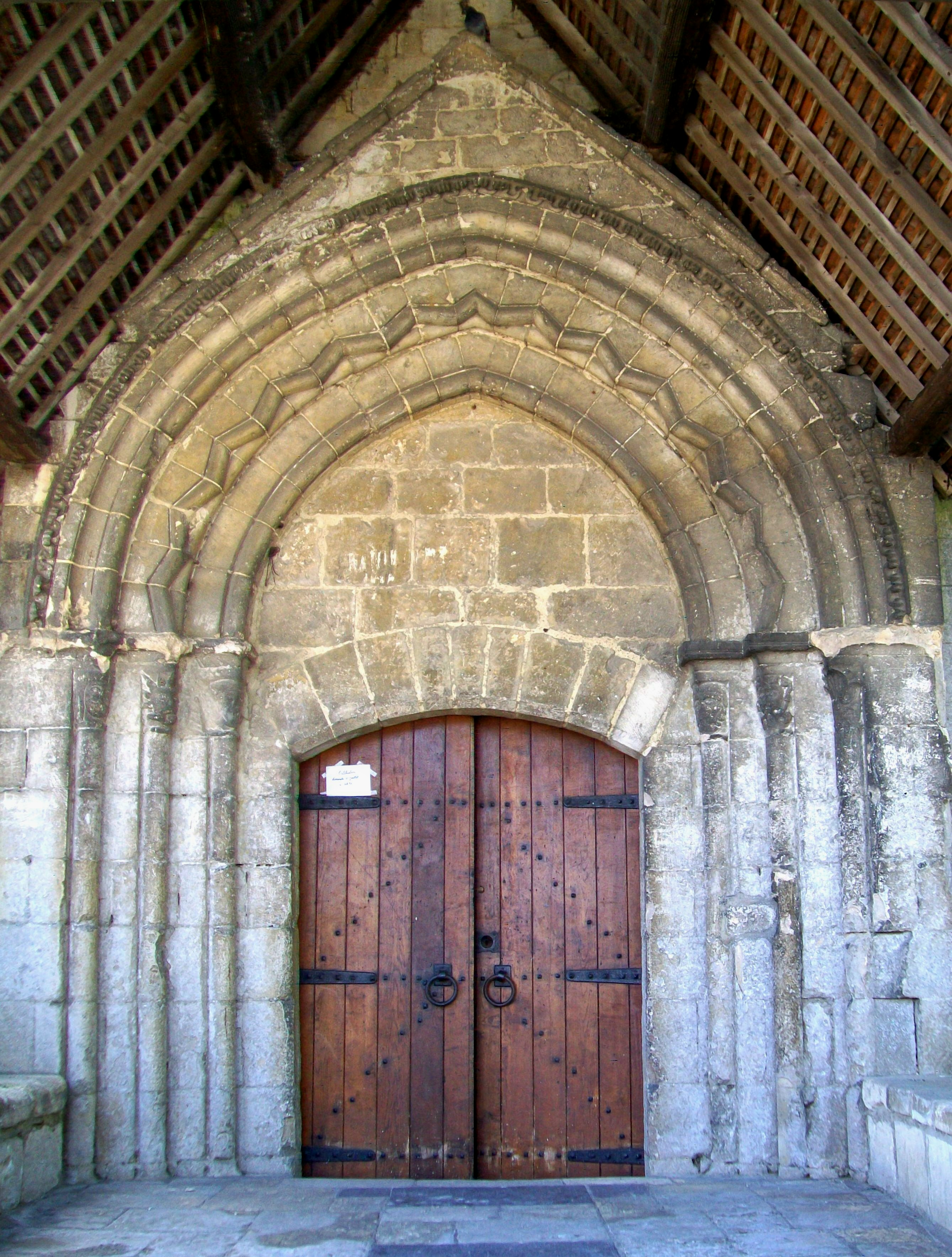
Portail des années 1130.
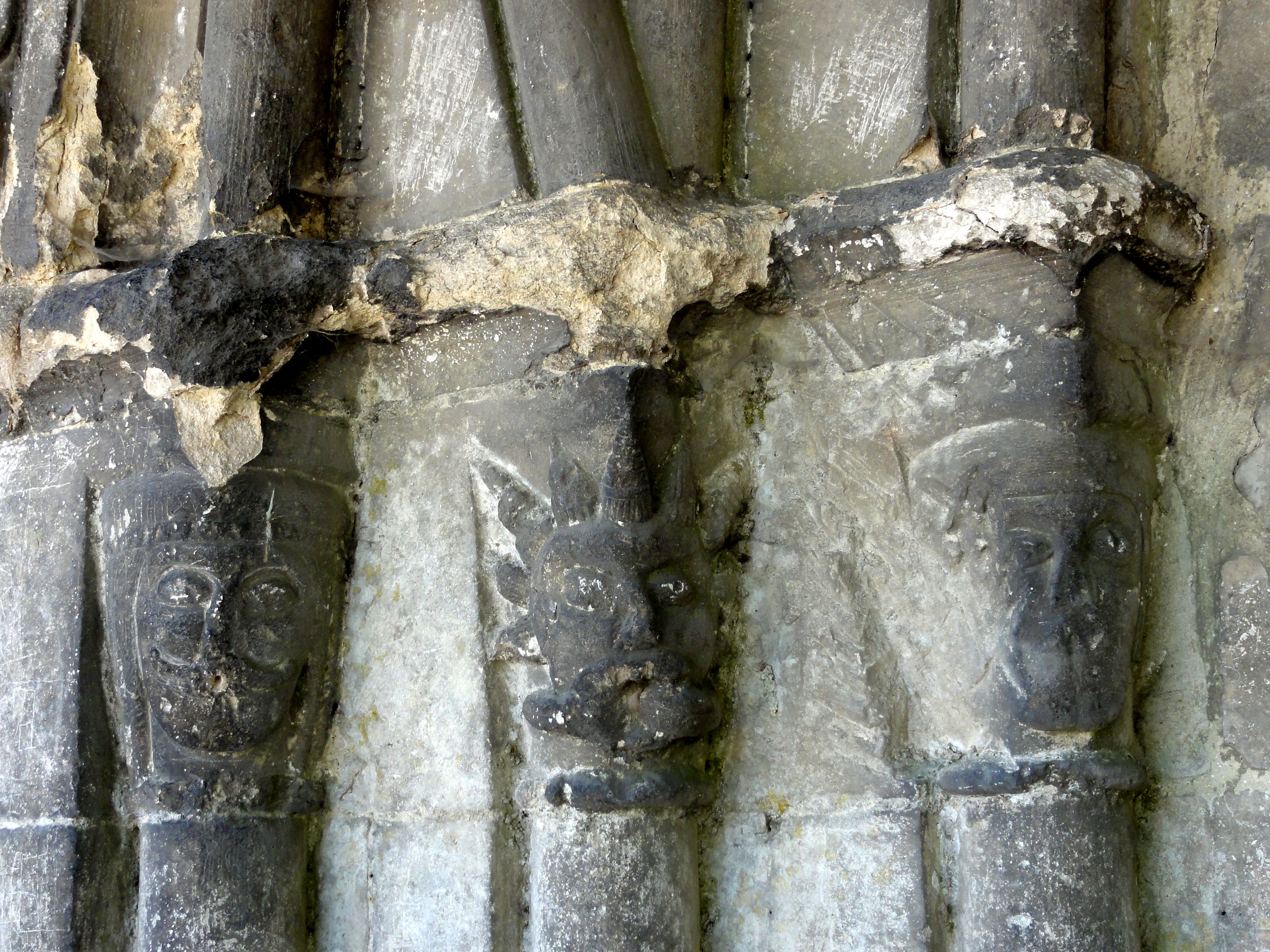
Chapiteaux à gauche.
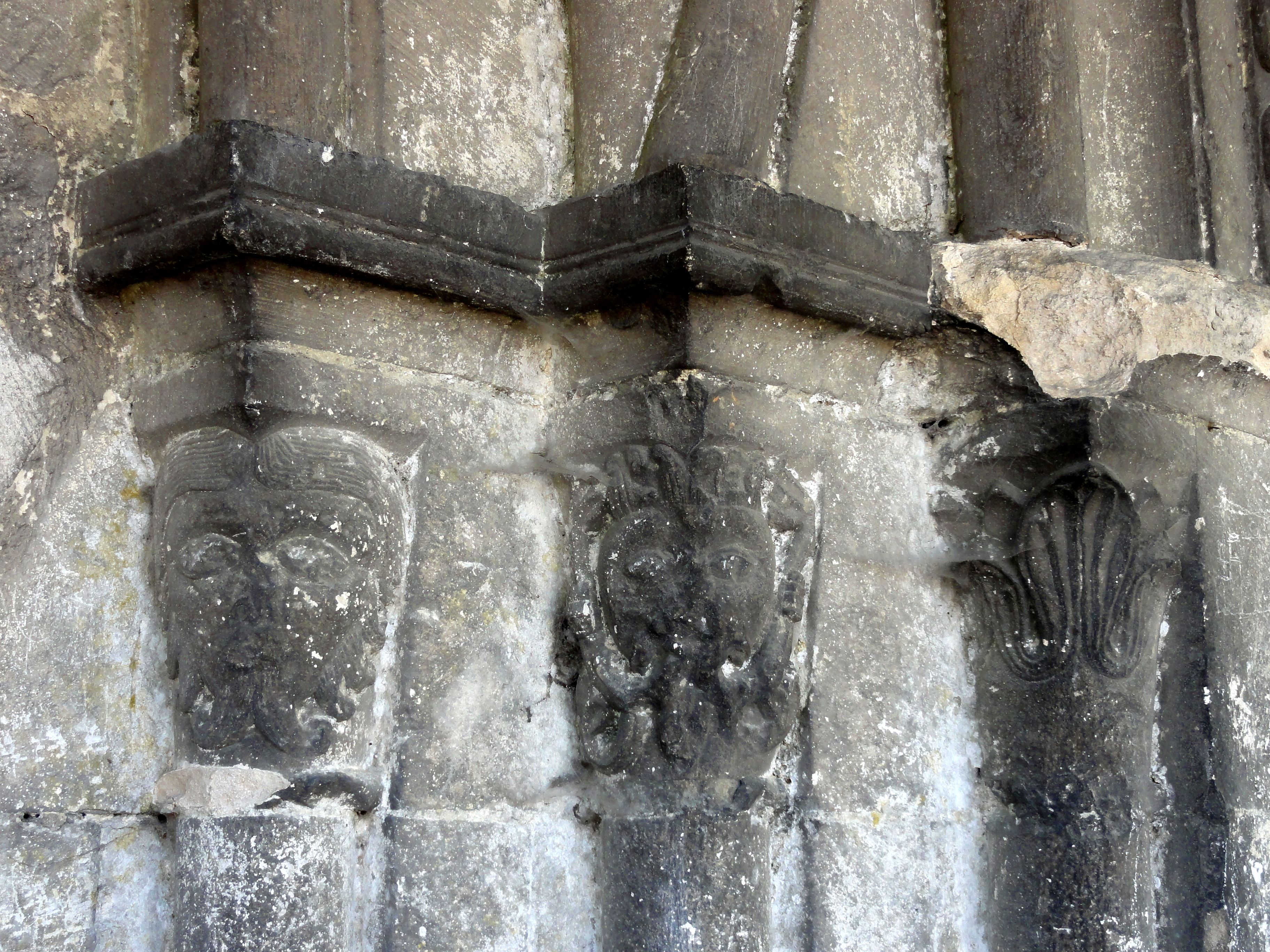
Chapiteaux à droite.
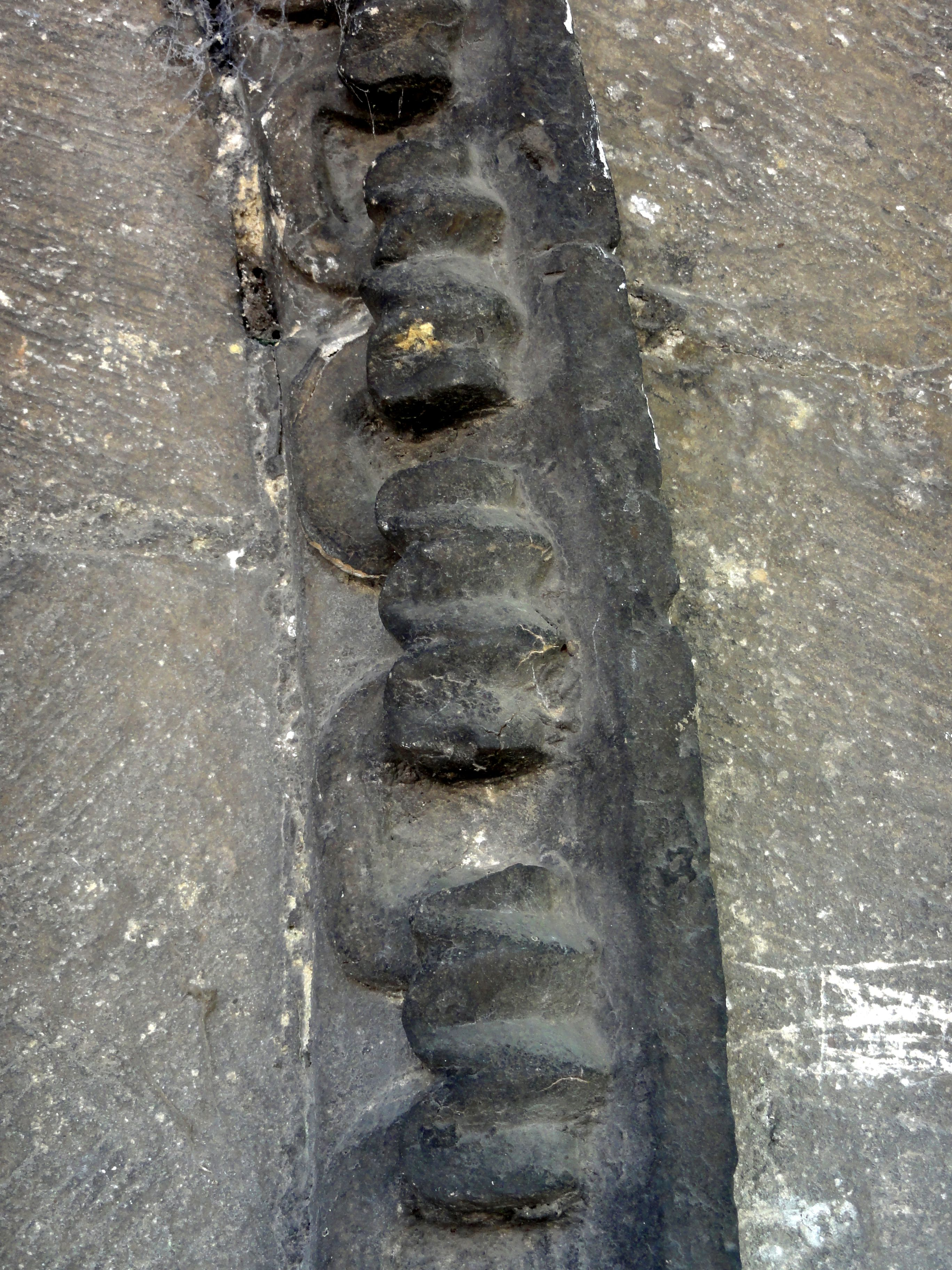
Cordon de feuilles d'acanthe.
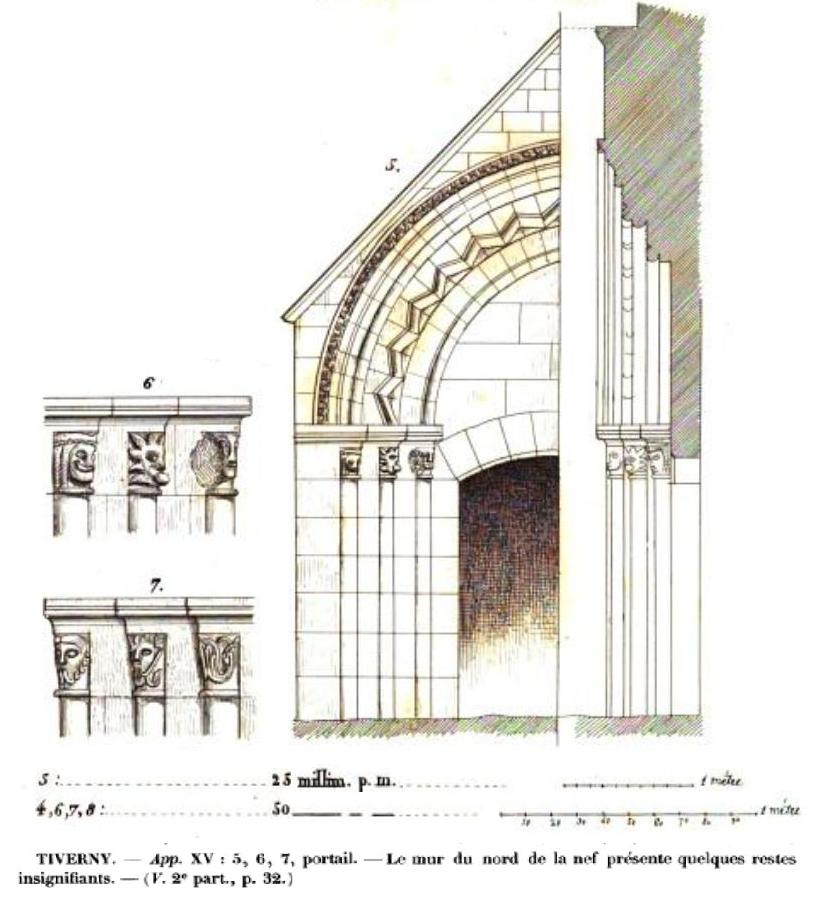
Dessins par Eugène Woillez.
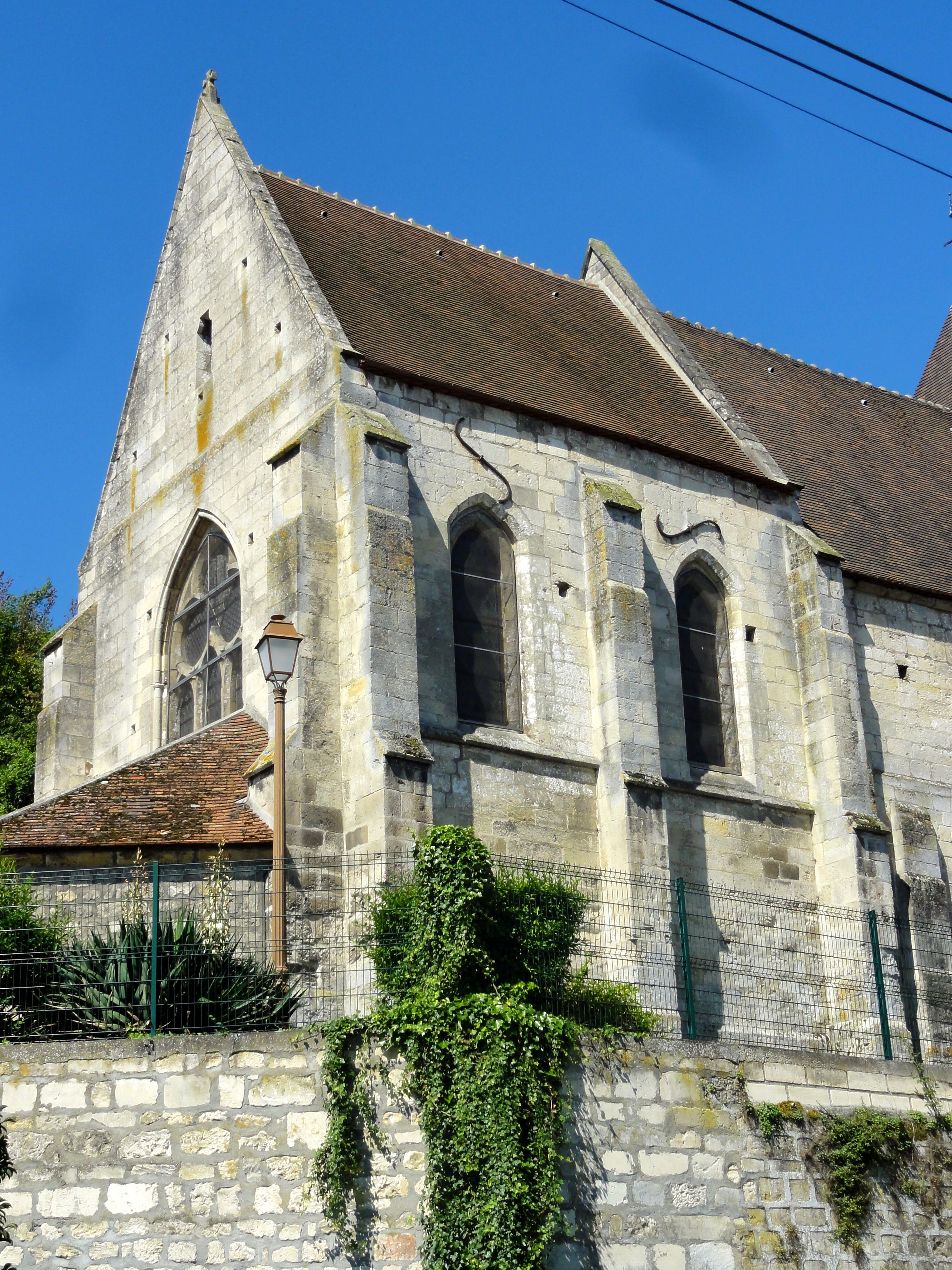
Chœur, côté nord.

### Intérieur

#### Nef

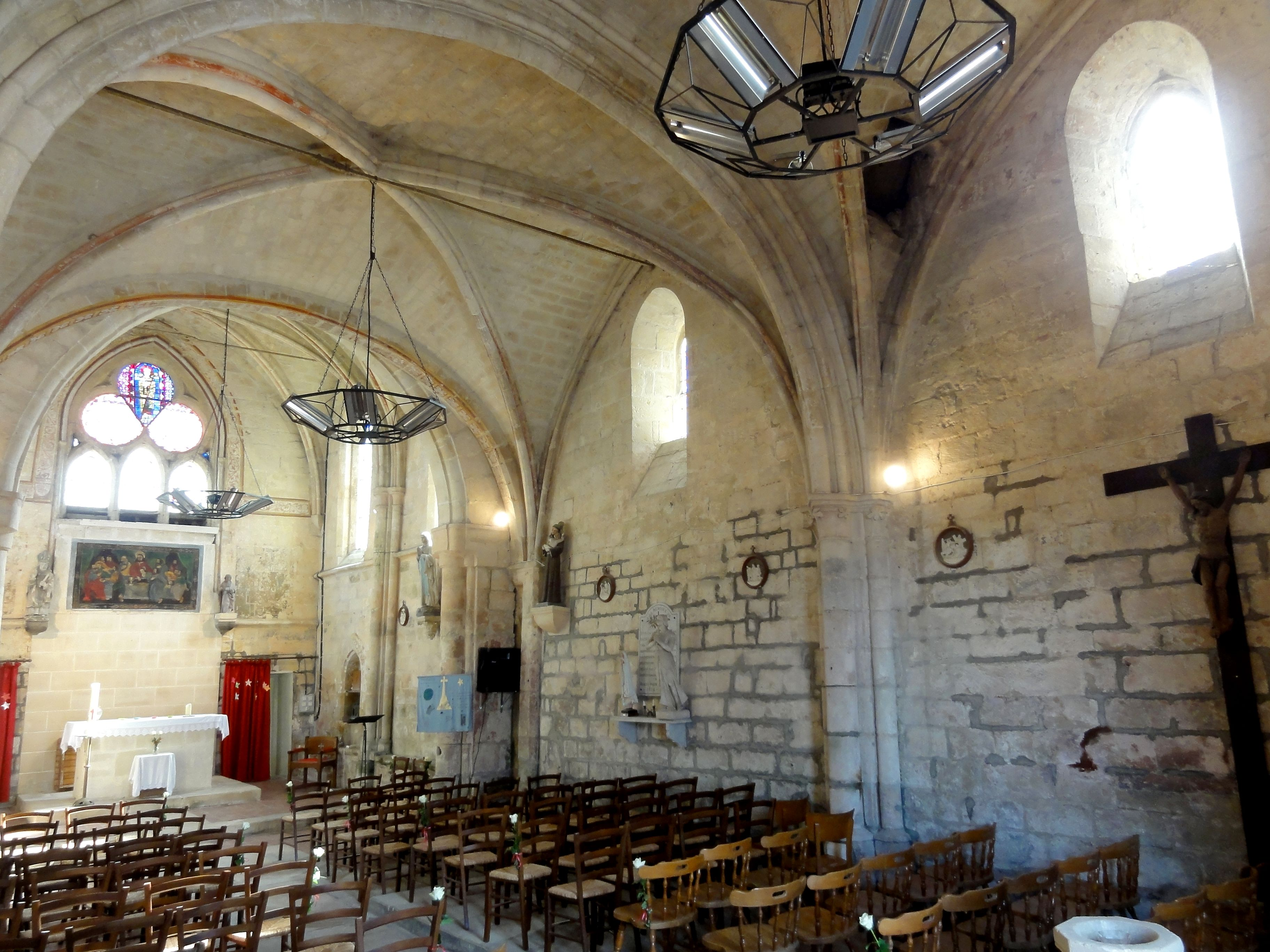
Vue générale intérieure.

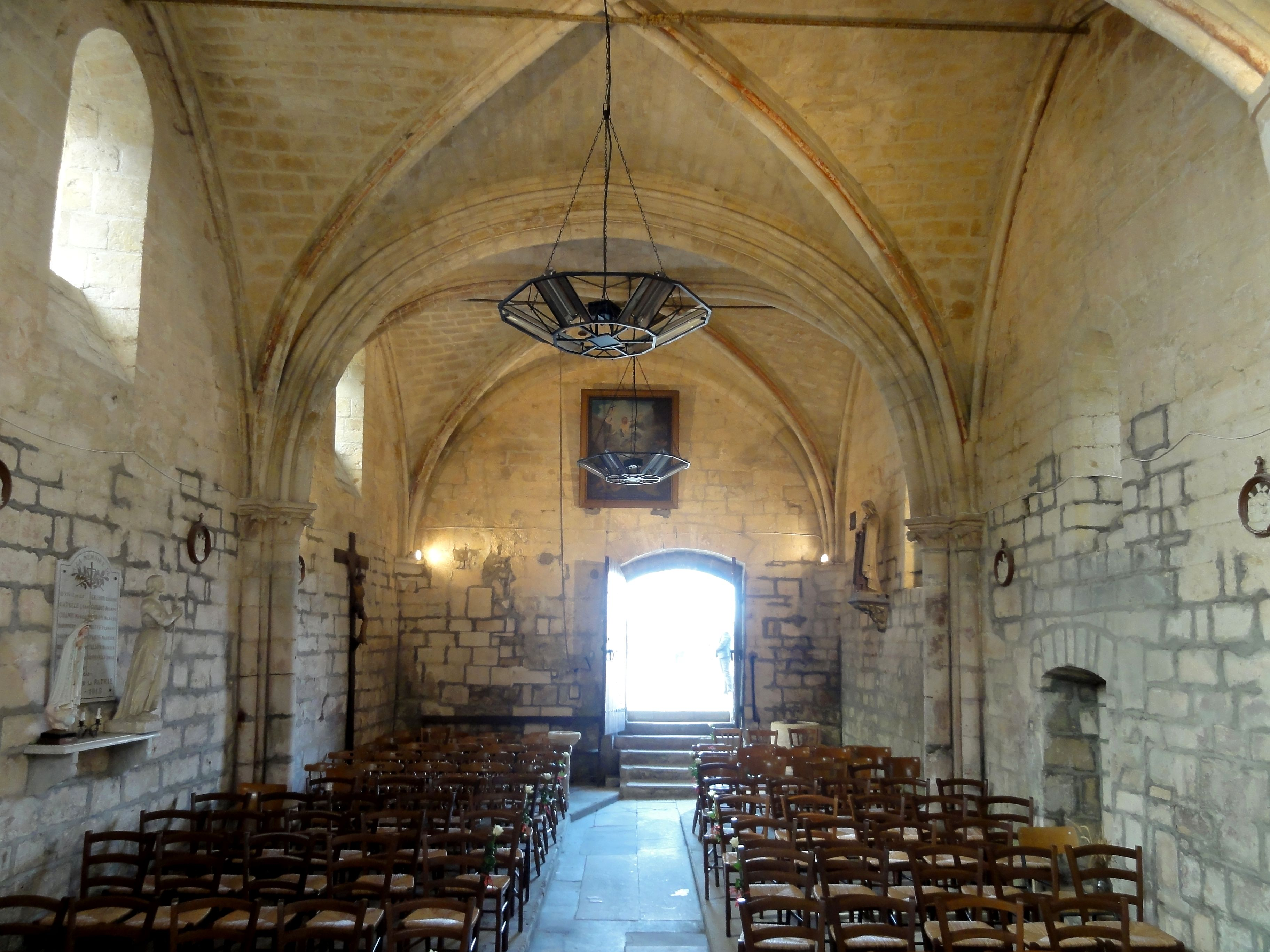
Nef, vue vers l'ouest.

L'on descend six marches dans la nef, qui paraît donc un peu plus élevée que ne le suggère la façade occidentale. Elle offre une centaine de places, auxquelles s'ajoutent une dizaine de chaises sous l'arc triomphal et au début du chœur. Le voûtement d'ogives est loin d'être la règle pour les petites nefs romanes agrandies ou remaniées, qui se contentent souvent d'une fausse voûte en berceau en plâtre, ou d'un simple plafond, comme dans l'église Saint-Martin de Cramoisy. À la période romane, les murs gouttereaux allaient jusqu'au niveau des chapiteaux. La largeur de la nef entre les murs et la hauteur des voûtes est presque identique, et les colonnettes supportant la voûte sont donc beaucoup plus courtes que la nef est élevée. Ce rapport inhabituel fait apparaître la nef très basse, et les doubleaux en tiennent un tracé en cintre surbaissé, à peine brisé. Pour obtenir des doubleaux en tiers-point conformes à l'esthétique habituel du style gothique, il aurait fallu rehausser davantage les murs gouttereaux, et l'on aurait obtenu des formerets suraigus. En l'occurrence, les formerets sont en tiers-point, et les fenêtres gothiques au sud sont parfaitement alignées en dessous, ce qui n'est pas le cas des fenêtres romanes au nord. Une niche en anse de panier existe par ailleurs dans le mur roman au nord de la seconde travée : l'on conçoit mal qu'elle puisse correspondre à une porte bouchée, car celle-ci aurait dû déboucher immédiatement sur un long escalier. Deux particularités sont à mentionner : un trou de cloche au-dessus de l'entrée, ainsi qu'un petit trou pour passer la corde ; puis un trou de forme irrégulier près du mur sud de la première travée. C'est l'unique accès aux combles, moyennant une échelle ; d'habitude, des tourelles d'escalier existent à cet effet. Le profil des nervures des voûtes est très soigné, et confère à la nef une certaine élégance malgré sa simplicité et sa forme trapue.
Les ogives sont au profil d'un tore en forme d'amande sur deux baguettes, séparées du bandeau au fond par deux gorges sur les flancs latéraux. Les clés de voûte ne sont pas décorées. Les formerets sont au profil d'une baguette dégagée, et donc très fins. L'unique doubleau intermédiaire est à la fois épais et fortement saillant, ce que le profil complexe parvient à dissimuler habilement. Le doubleau se compose d'un gros tore en forme d'amande, dégagé de deux tores du même diamètre que ceux des ogives et posé sur un bandeau. Un second rang de claveaux existe de chaque côté, et il est également agrémenté d'un tore. Le doubleau retombe sur un chapiteau à bec sculpté de crochets, qui est flanqué de deux chapiteaux plus petits destinés au rang de claveaux supérieur, aux ogives et aux formerets à la fois. L'on obtient ainsi des faisceaux de trois colonnettes au milieu des murs du nord et du sud, la colonnette médiane étant un peu plus forte et posée devant un dosseret. Au revers de la façade occidentale, il n'y a pas de colonnettes à chapiteaux mais de simples consoles, et le premier doubleau est un simple rang de claveaux non mouluré. Du côté opposé près du chœur, des massifs de maçonnerie carrés tiennent lieu de colonnettes, et il n'y a une fois de plus que de simples consoles. Le dernier doubleau de la nef a un profil méplat, et est pourvu d'un décor peint en ocre jaune et rouge. Des traces de polychromie existent par ailleurs sur toutes les nervures de la nef. Le doubleau oriental est à la fois plus large et moins élevé que l'arc triomphal du chœur, qui s'y superpose. Il n'y a donc pas de raccordement proprement dit entre nef et chœur : les deux parties sont plutôt juxtaposées.

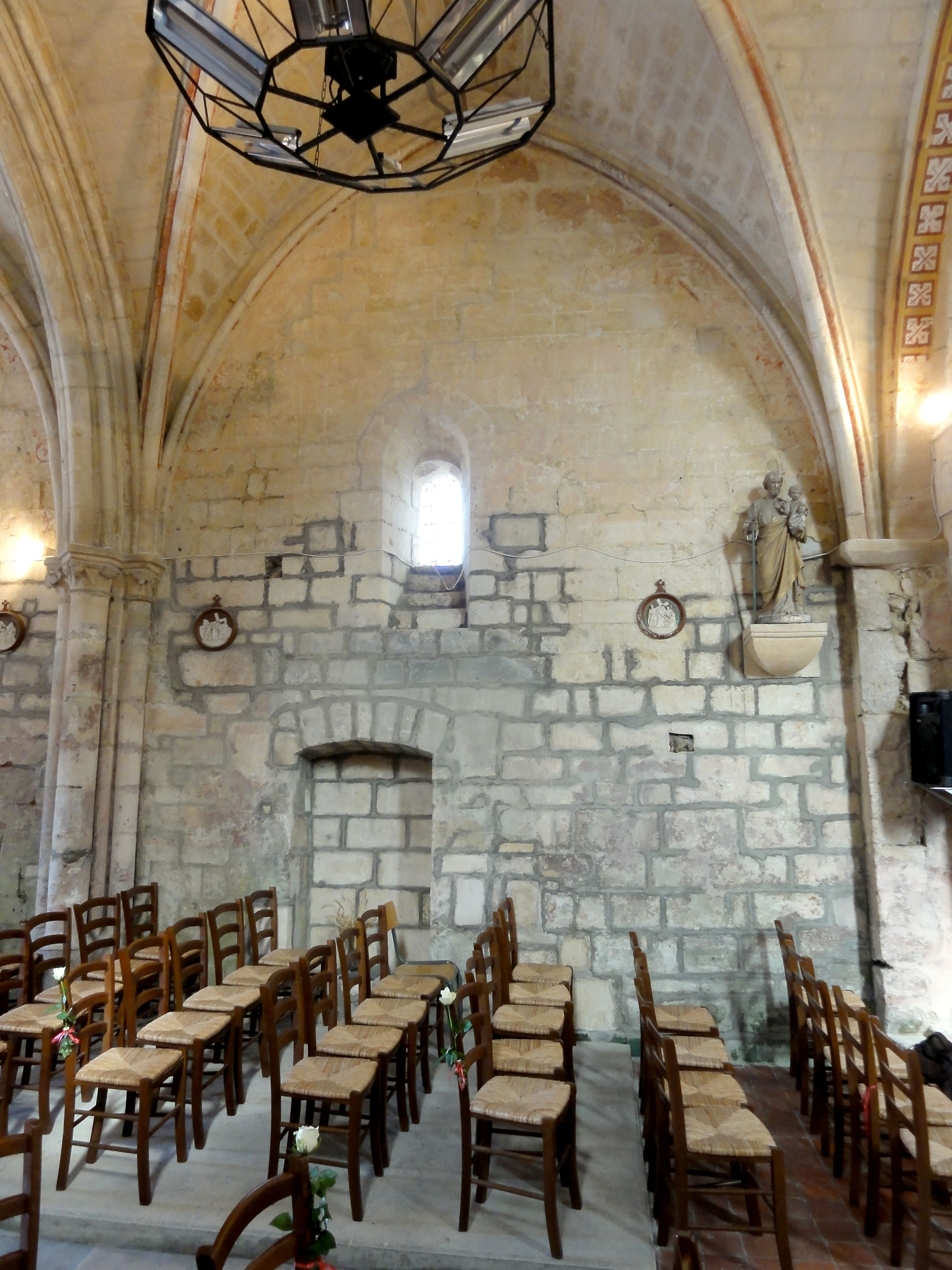
2e travée côté nord.
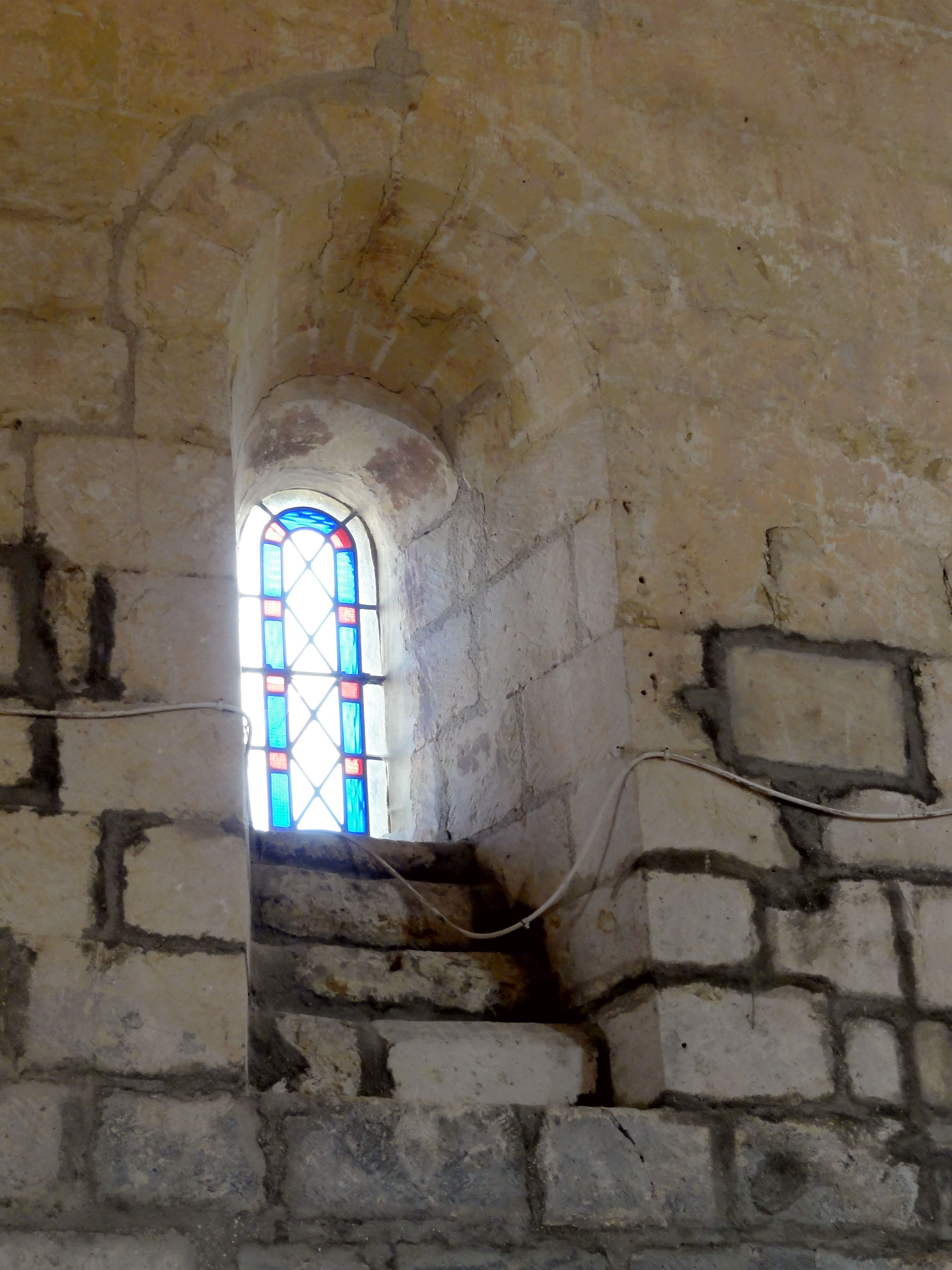
Fenêtre romane côté nord.
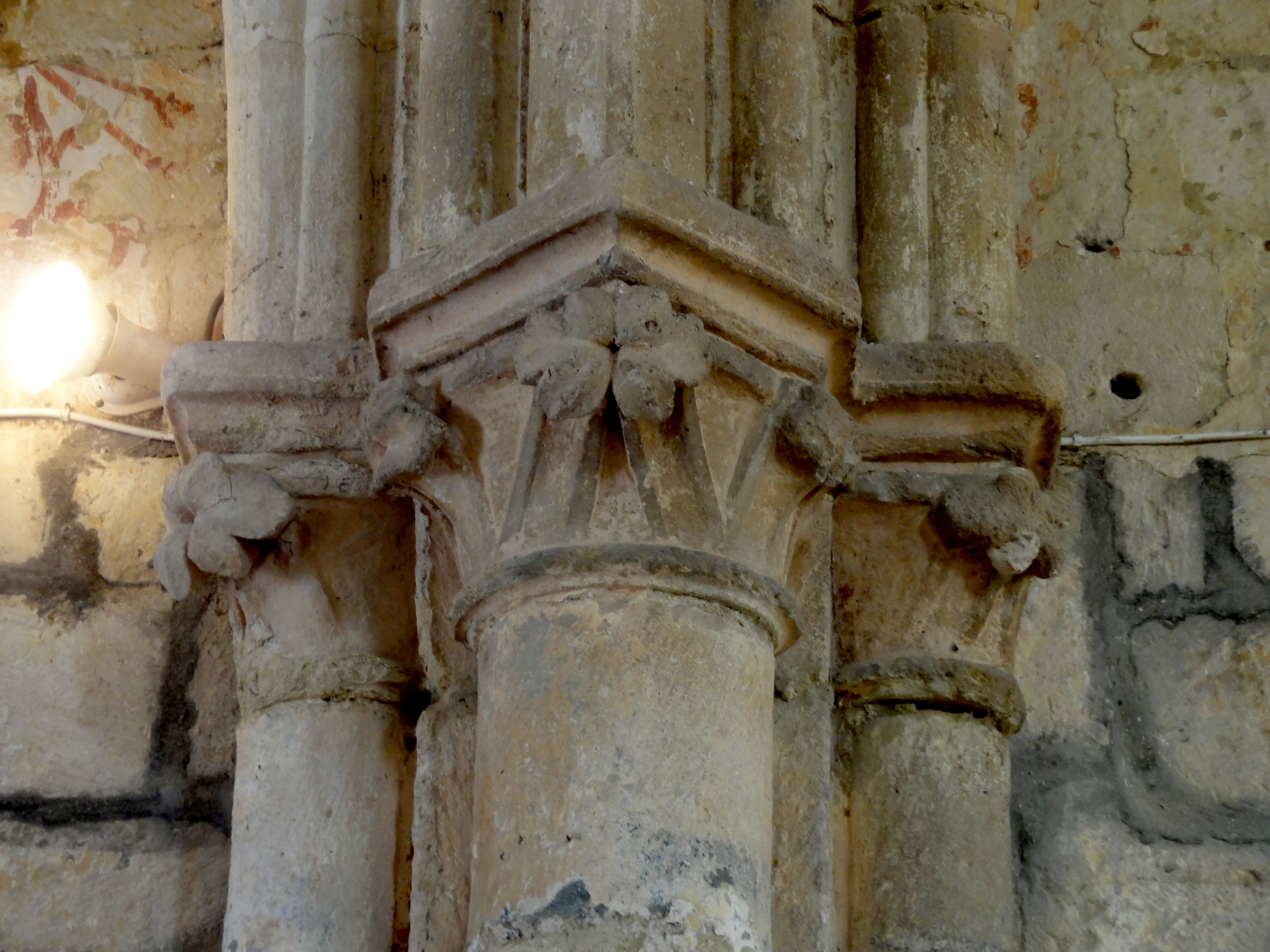
Chapiteaux côté nord.
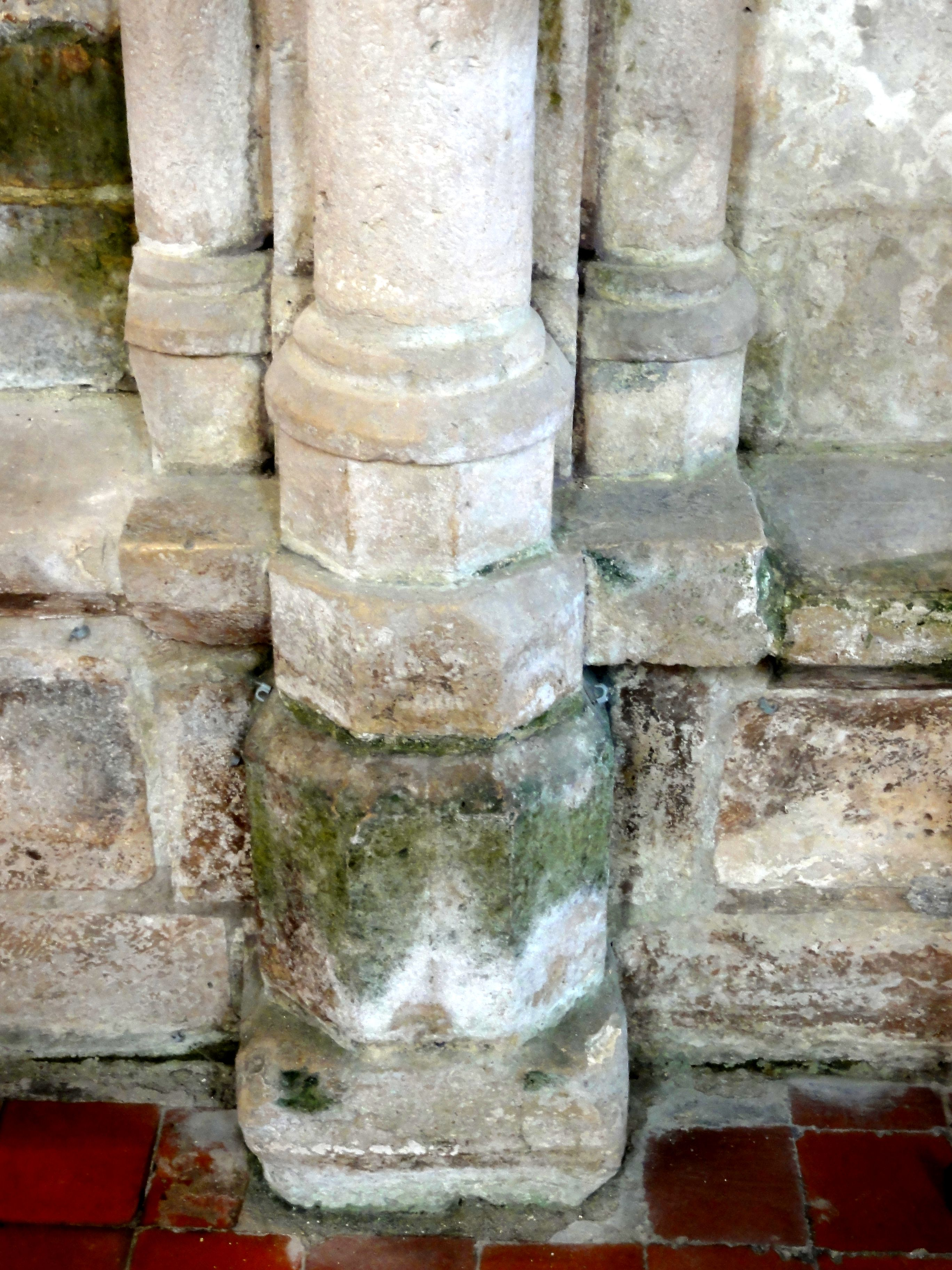
Bases de colonne au nord.
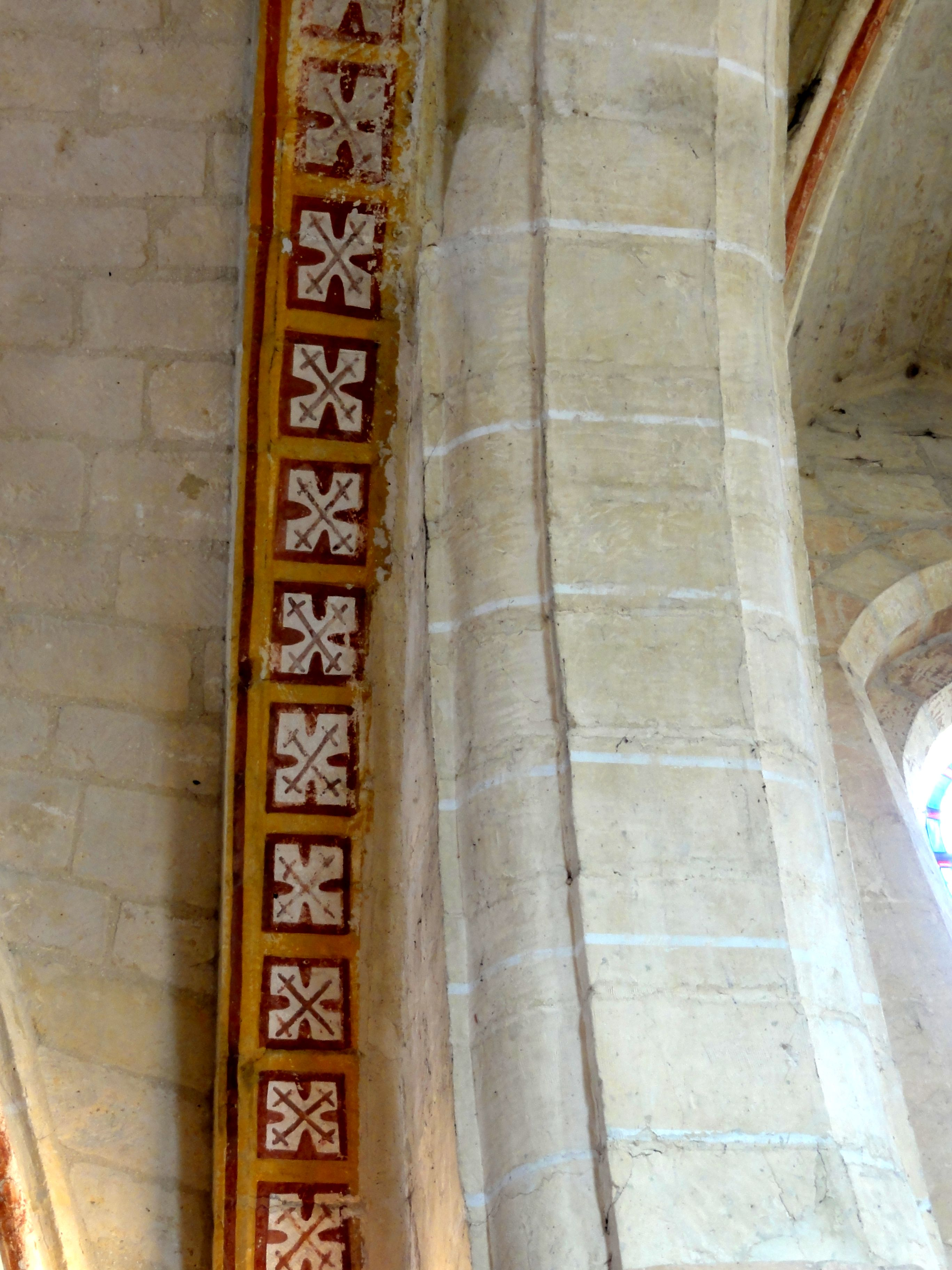
Décor du doubleau oriental.
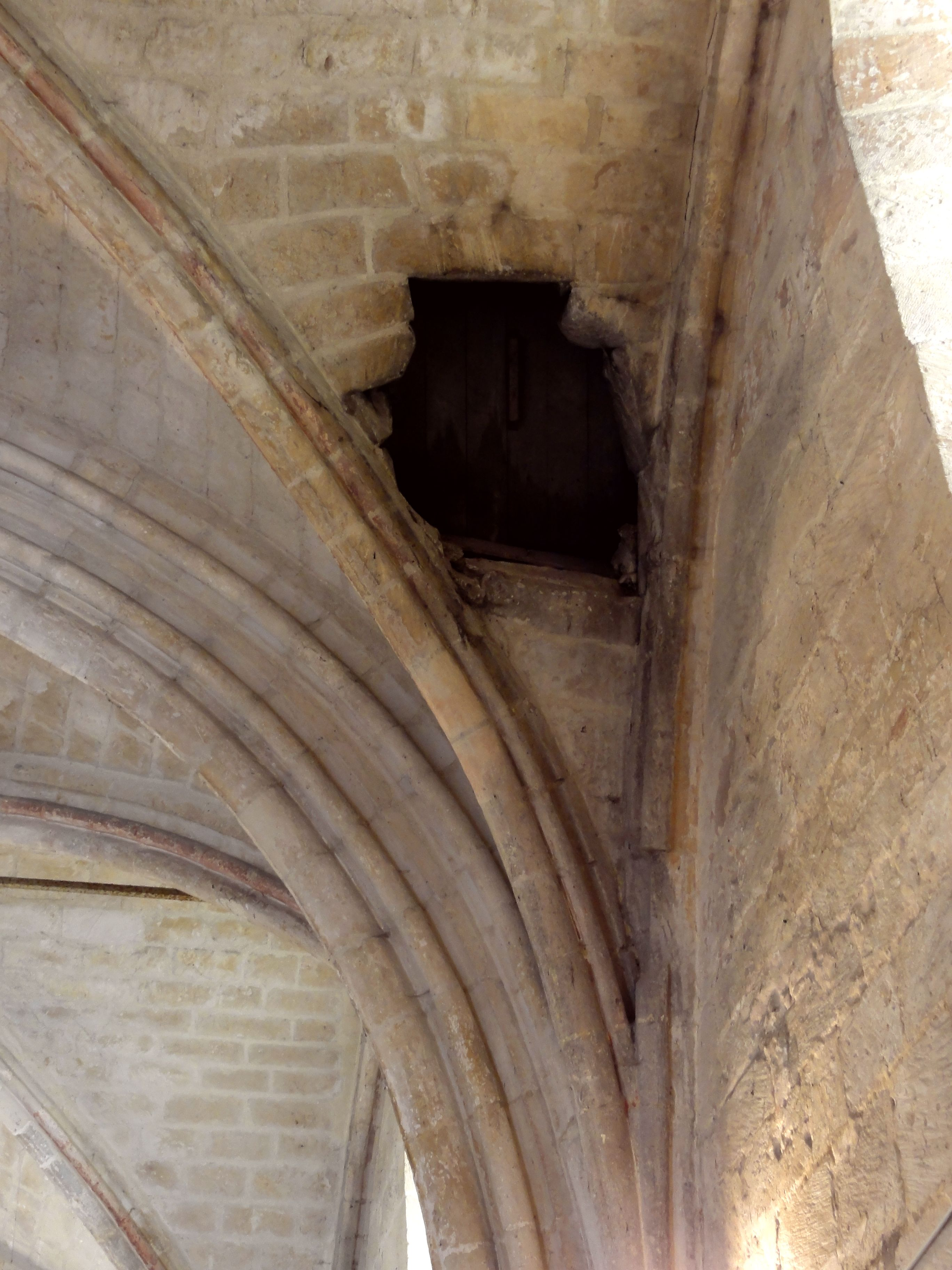
Trappe d'accès aux combles.

#### Chœur

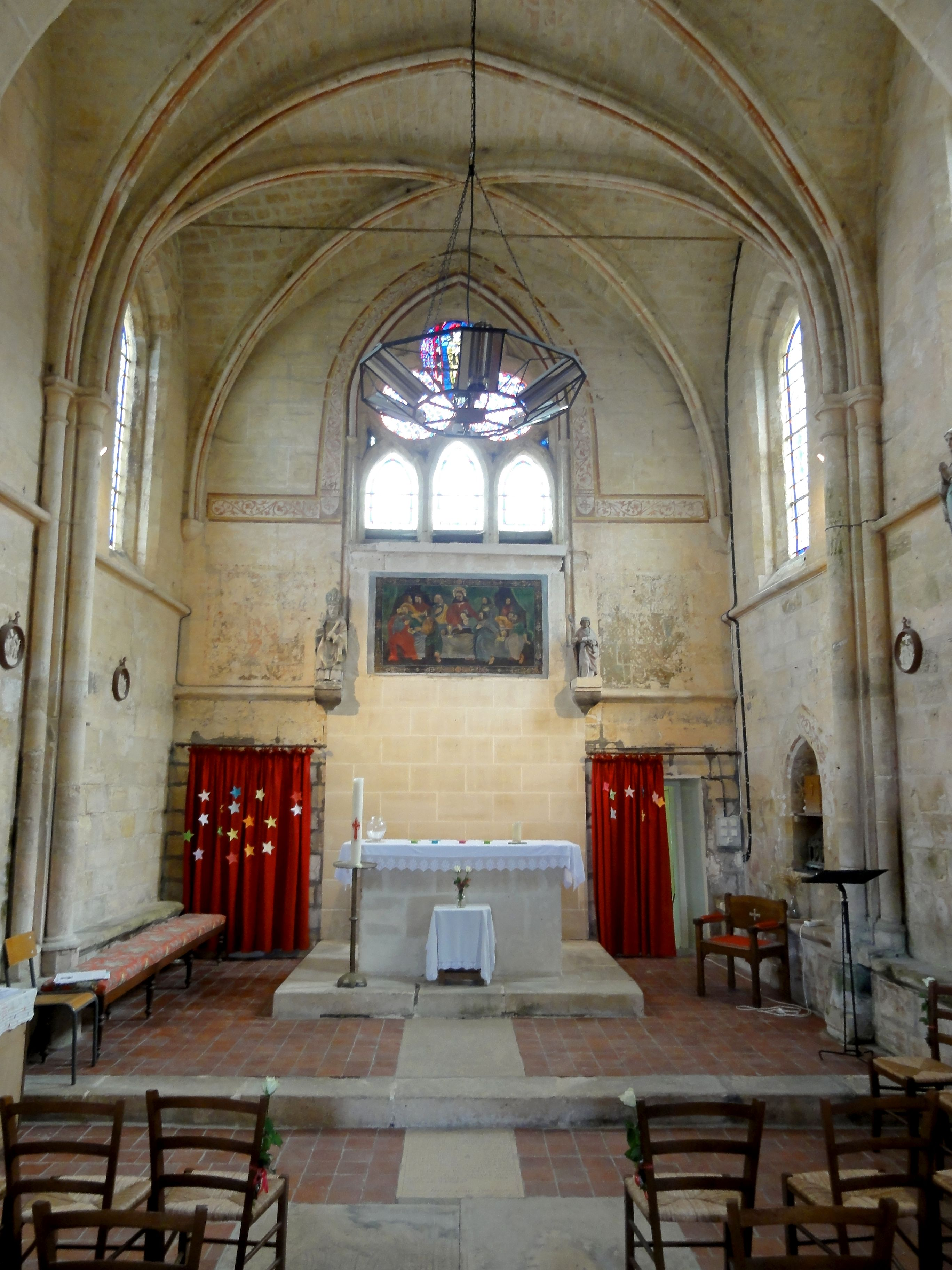
Chœur.

L'on sait que l'arc triomphal a dû être repris après la Seconde Guerre mondiale, et c'est peut-être depuis cette date que des blocs de pierre difformes ont remplacé les chapiteaux des faisceaux d'une grosse colonne et de deux colonnettes qui le supportent. Comme fréquemment lors de réparations urgentes, l'on laisse aux générations futures le soin de compléter la sculpture. L'arc lui-même est mouluré de deux quarts-de-rond. Moins large et un peu plus haut que la nef, le chœur montre un élancement modéré, et ses proportions sont plus propres à un édifice gothiques. Le plan à peu près carré donne toutefois deux travées de faible profondeur, deux fois plus larges que profondes, au lieu d'environ une fois et demi plus larges que profondes ce qui est le rapport le plus habituel. Une vingtaine d'années ou un peu plus séparent le chœur de la nef, et les contreforts analogues des deux parties donnent à penser que l'architecture intérieure se rapproche aussi. Ce n'est pas vraiment le cas. Ogives et doubleaux ont un profil fondamentalement différent de celui des ogives de la nef, à savoir une arête entre deux baguettes. Il n'y a pas de formerets, ce qui traduit un certain souci d'économie. Par contre les murs sont scandés par une moulure torique qui court tout autour au niveau du seuil des fenêtres, qui sont par ailleurs situées très hauts.
Des points communs avec la nef sont les clés de voûte non apparentes, des faisceaux de trois colonnettes à l'intersection entre les travées, ainsi que l'absence de colonnettes à chapiteaux dans les quatre angles : on y trouve de discrets culots. La disposition des chapiteaux n'est pas la même : le chapiteau médian n'est pas à bec, et les deux autres sont orientées vers les ogives. Mais surtout, les corbeilles des chapiteaux ne sont pas du tout sculptées, et présentent une forme concentrique. Dominique Vermand signale ces chapiteaux rudimentaires sans faire d'autres remarques à son sujet, ce qui suggère qu'il croit cette absence de sculpture d'origine. Ce serait ainsi une deuxième marque d'économie. Les baies latérales s'ouvrent sous un double rang de claveaux, dont le rang supérieur ne suit pas le tracé en tiers-point des arcs des fenêtres. La baie du chevet est soigneusement traitée et tout à fait régulière, mais le tore qui l'entoure n'est muni que de chapiteaux ébauchés, et les autres meneaux ne sont pas précédées de colonnettes et simplement chanfreinés. Des peintures murales en ocre marron et rouge entourent l'arc du fenêtre puis se poursuivent sur le niveau des impostes ; elles représentent essentiellement des rinceaux. Des peintures murales similaires sont visibles au-dessus de l'arc de la niche qui contient le tabernacle moderne et la châsse de saint Leufroy. La niche devrait être une ancienne piscine liturgique. Restent à mentionner les bancs de pierre le long des murs latéraux.

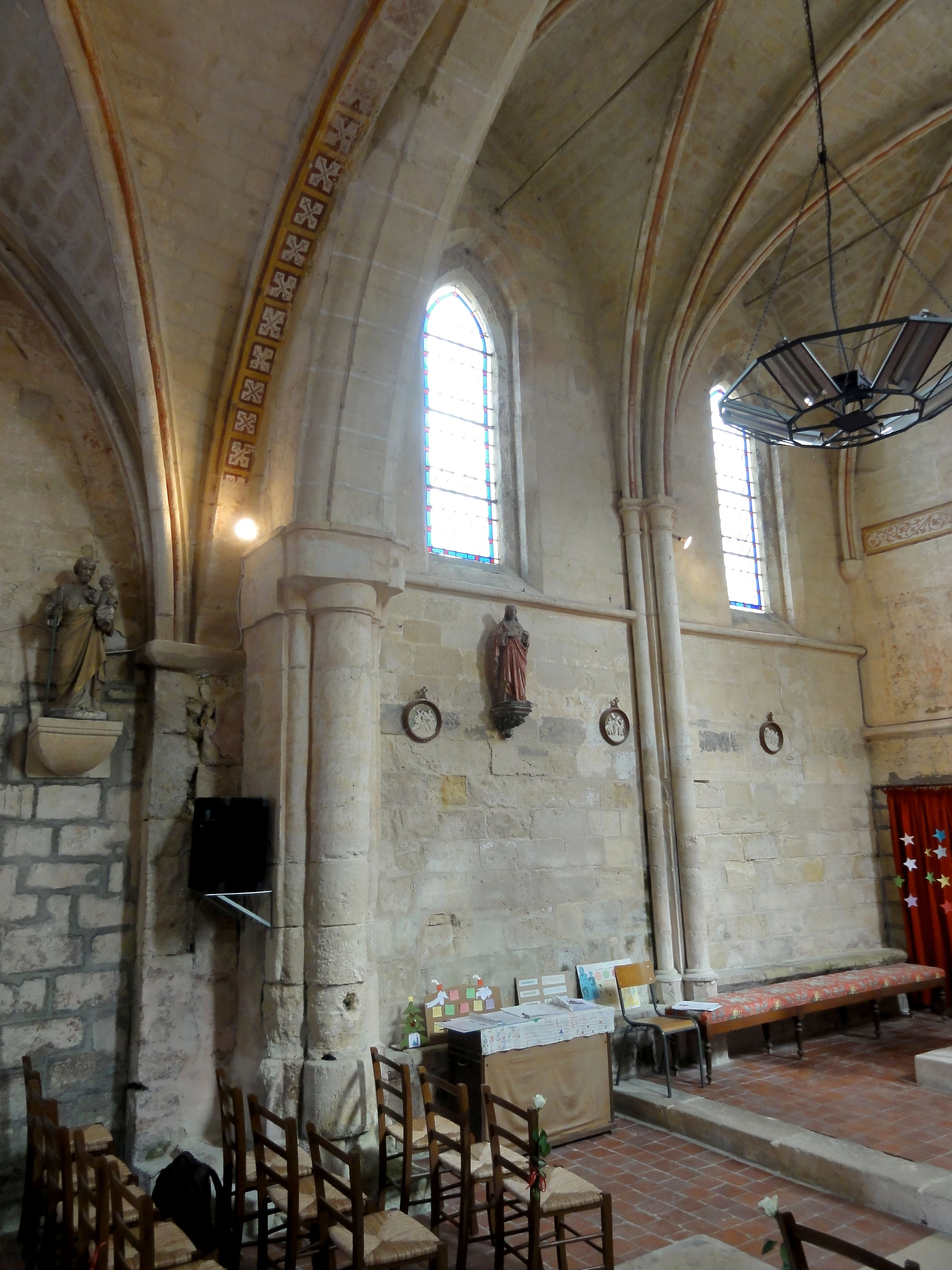
Chœur, côté nord.
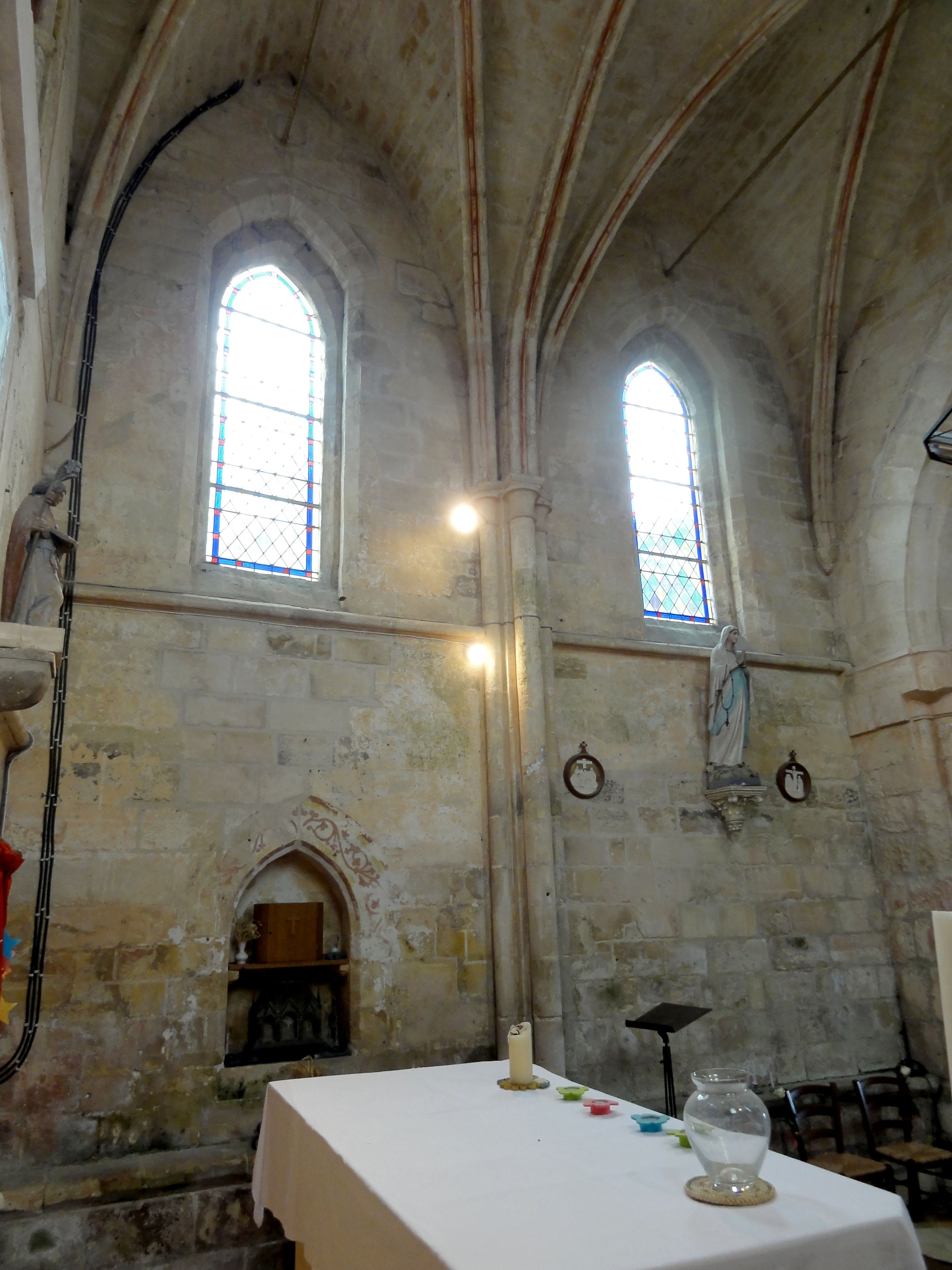
Chœur, côté sud.
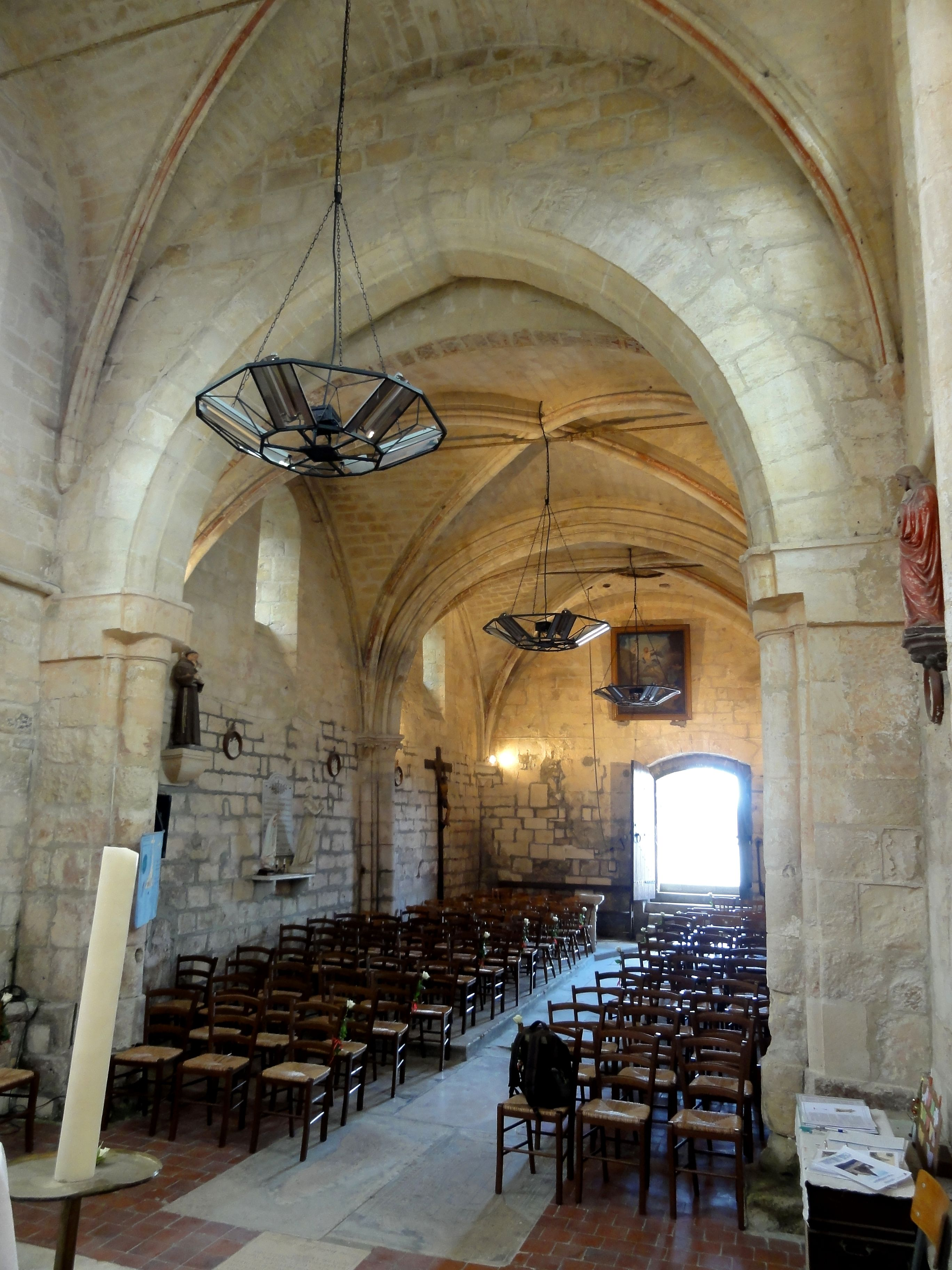
Chœur, vue vers l'ouest.
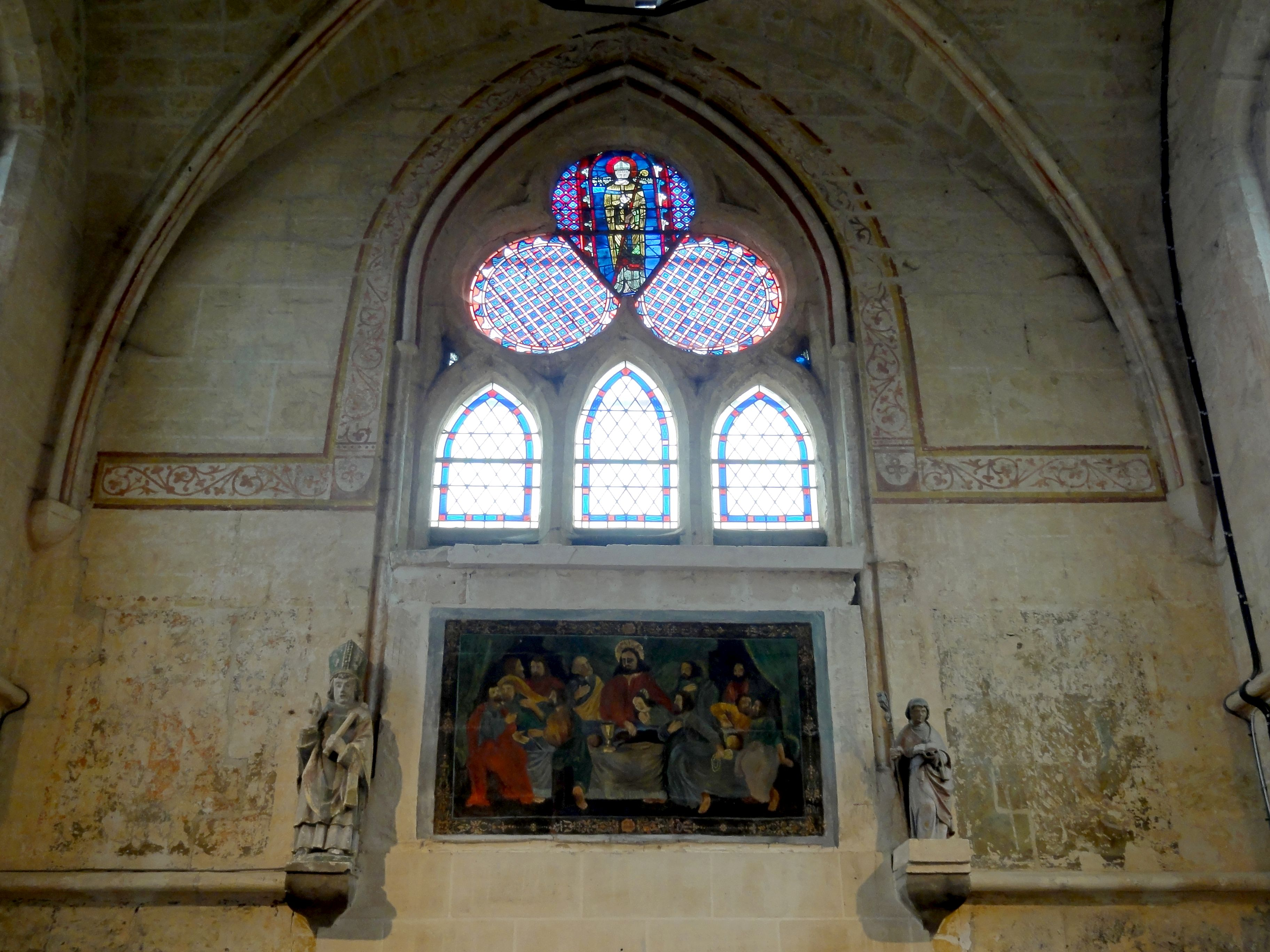
Chevet, parties hautes.
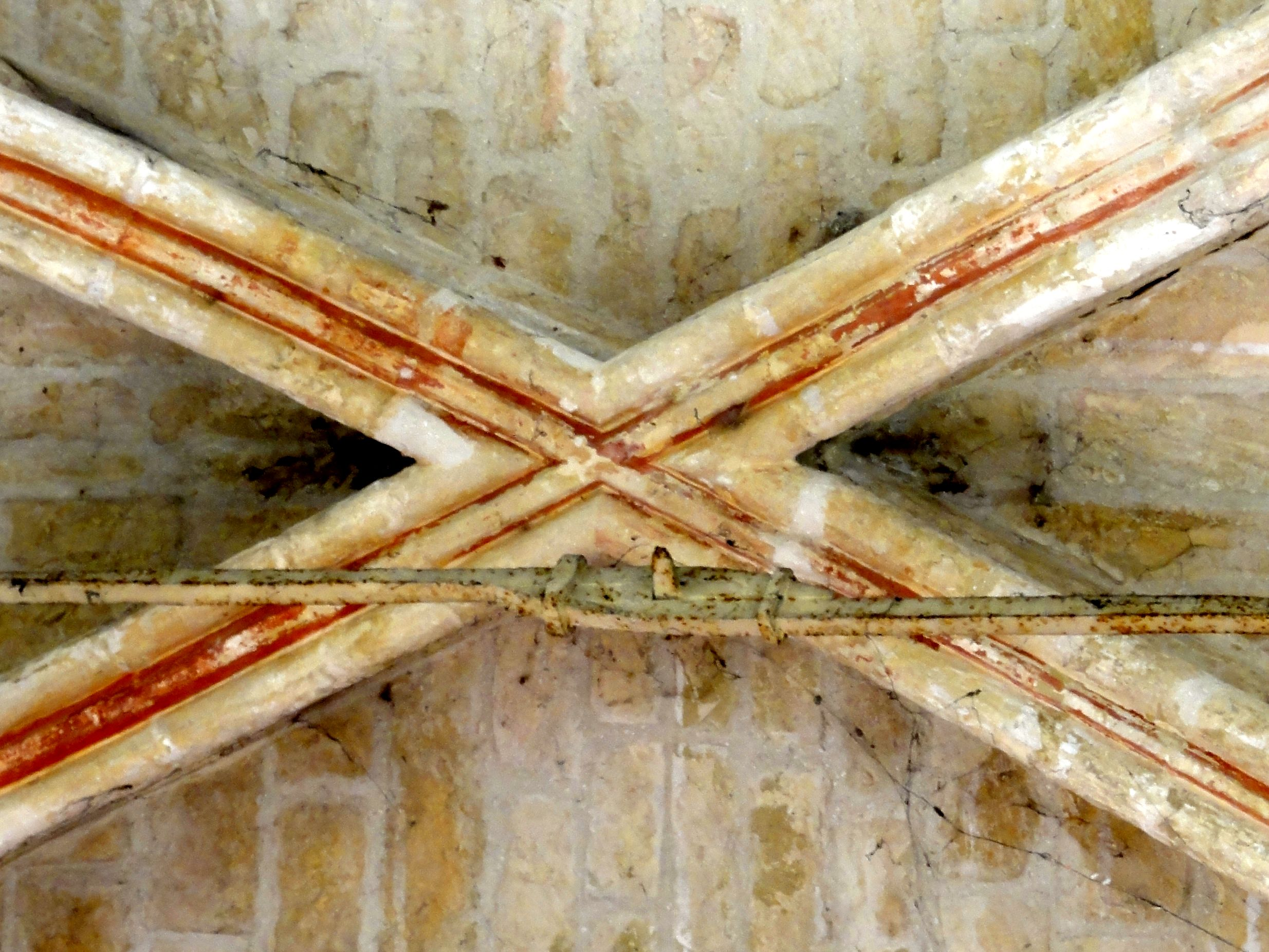
Sommet d'une voûte.
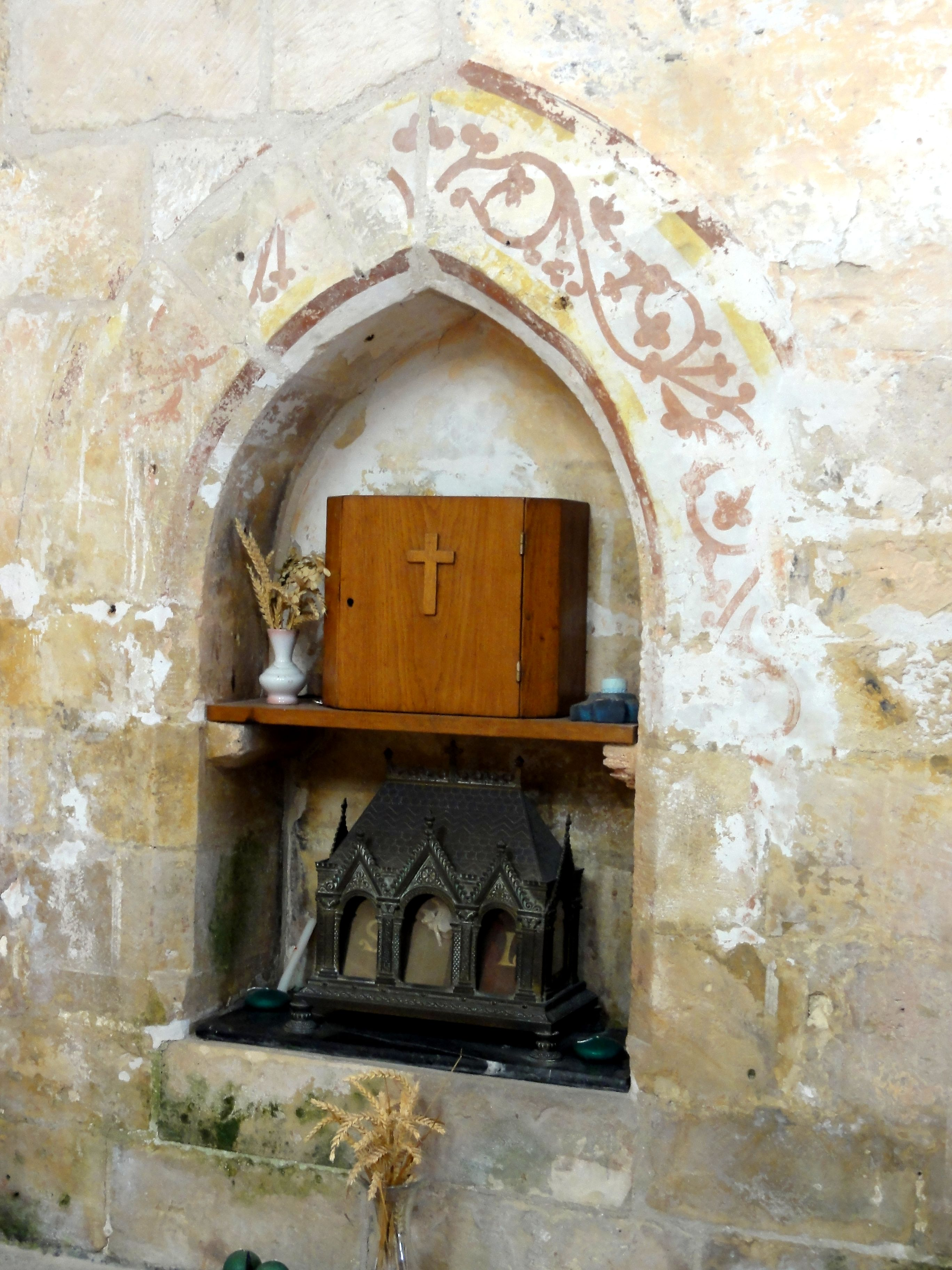
Niche côté sud.

## Mobilier

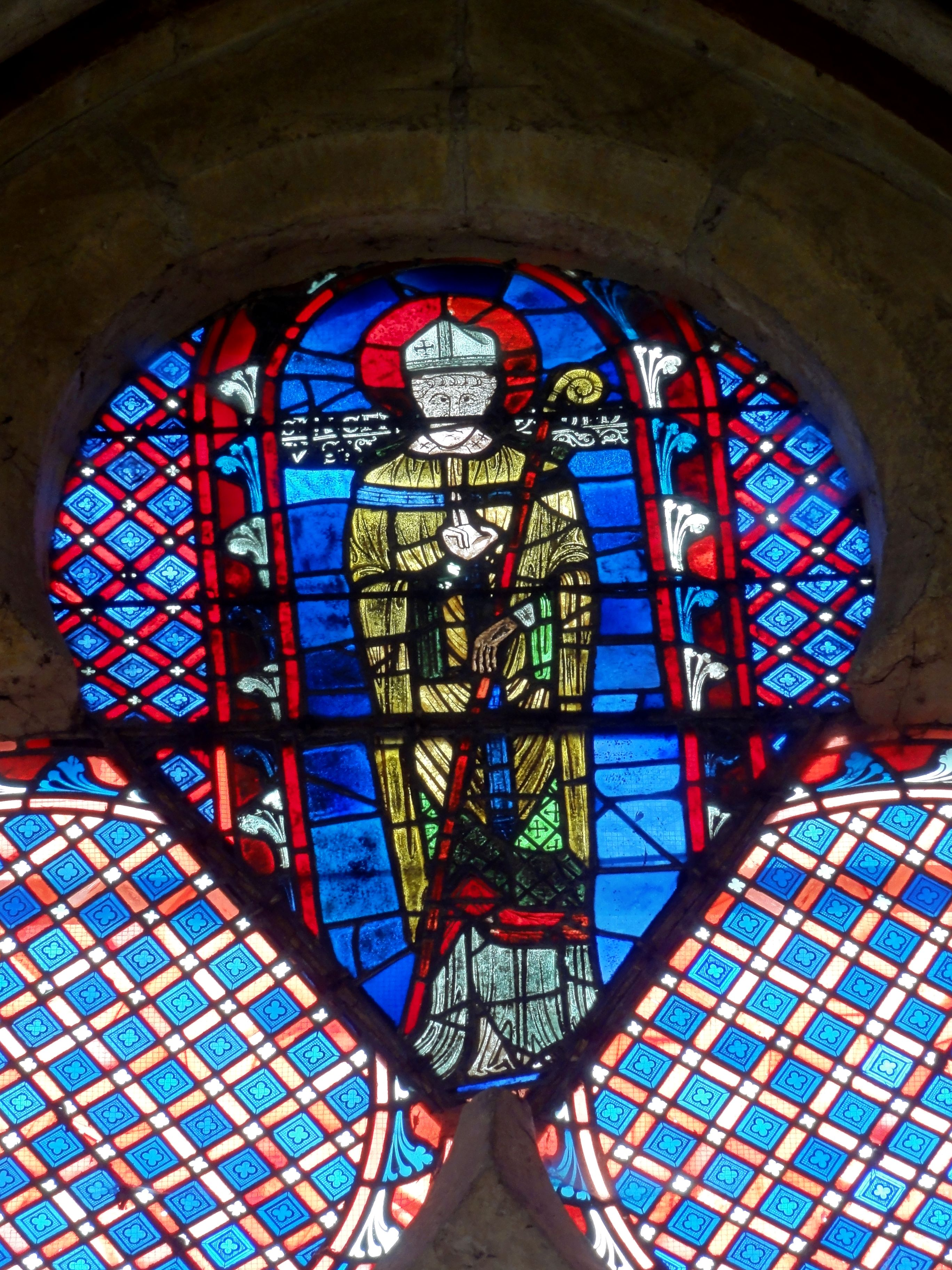
Vitrail de saint Leufroy.

L'église ne possède qu'un seul élément de mobilier classé monument historique au titre objet. Il s'agit d'un fragment de vitrail dans la fenêtre du chevet, datant d'autour de 1240 et représentant saint Leufroy en habit épiscopal, tenant sa crosse dans sa main gauche et bénissant de la main droite. Le chef est coiffé d'une mitre et entouré d'une auréole. Le vitrail médiéval occupe le tympan et mesure environ 120 cm de haut. Les bombardements à la fin de la Seconde Guerre mondiale ont nécessité une restauration.
D'autres éléments du mobilier sont d'un intérêt historique certain. On peut citer : 
- La châsse renfermant une vertèbre de saint Leufroy, datant probablement du XIXe siècle sachant que la plupart des châsses ont été fondues à la Révolution.
- La petite statue de saint Leufroy à droite de la fenêtre du chevet[16].
- La petite statue de saint Benoît de Nursie à gauche de la fenêtre du chevet[16].
- Une peinture murale occupant les registres inférieurs de la même fenêtre, depuis longtemps murés. Elle a été redécouverte lors du réaménagement du chœur à la suite du déplacement de l'autel dans le cadre de la réforme liturgique après le concile Vatican II, puis restaurée. Le sujet représenté est la Cène[17].
- Un ancien tableau de retable, représentant la Résurrection de Jésus. Il était longtemps accroché devant la peinture murale[16].
- Les fonts baptismaux sous la forme d'une cuve baptismale à infusion ovale, taillée dans un bloc de pierre calcaire monolithique.
- La dalle funéraire et plaque de fondation de Marie Le Clerc, qui a été pendant trente ans la servante du curé de Thiverny, Philippe Le Clerc, et pendant deux ans la servante du curé d'Auvillers, Jean Le Clerc, ses frères. Ceux-ci ainsi que leur mère sont également inhumés dans l'église. Marie Le Clerc laisse à la paroisse une rente, qui doit assurer qu'une messes basse soit dite tous les mois pour le repos de son âme, et des âmes de sa mère et ses frères et sœurs. Il n'y a pas de date de décès, mais l'acte notarié date du 7 novembre 1703[18].
- La dalle funéraire et plaque de fondation de messire Philippe Le Cocq, ancien curé de Creil et Thiverny, mort le 3 novembre 1723 à l'âge de 81 ans. Il laisse à la paroisse une rente de neuf livres, pour que deux messes et quatre messes basses soient célébrées chaque année en son souvenir[19].

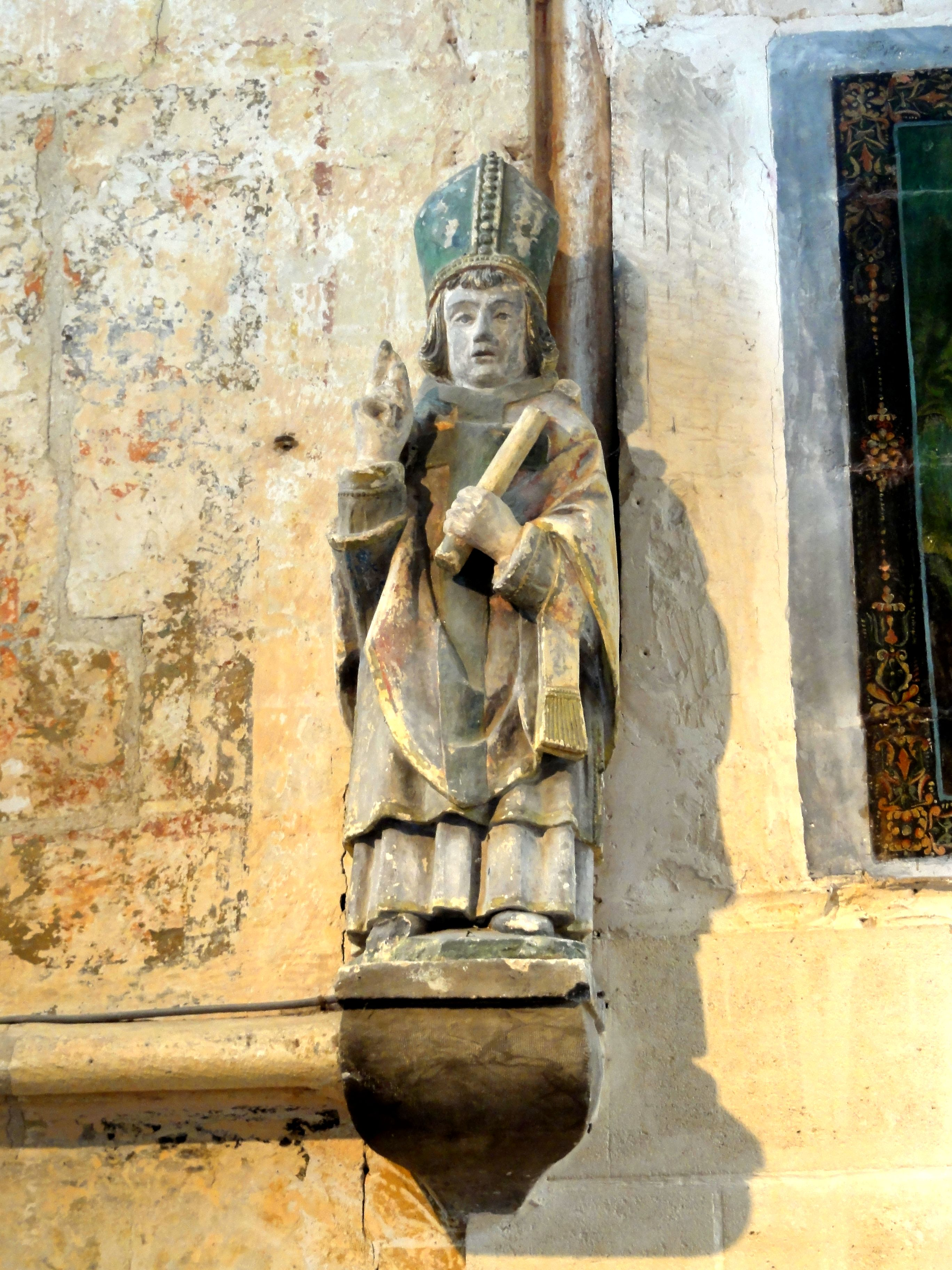
Statue de saint Benoît.
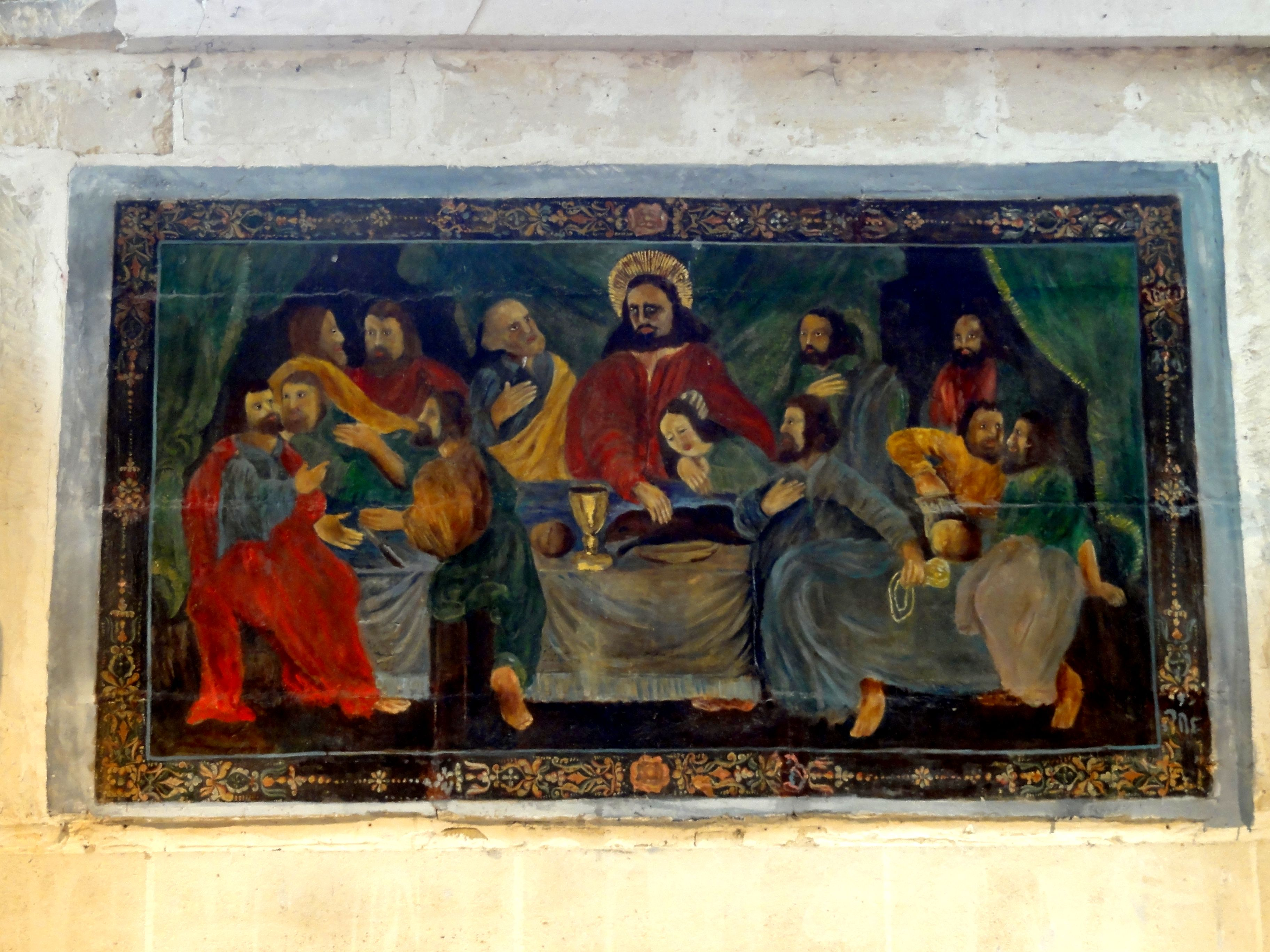
Peinture murale - la Cène.
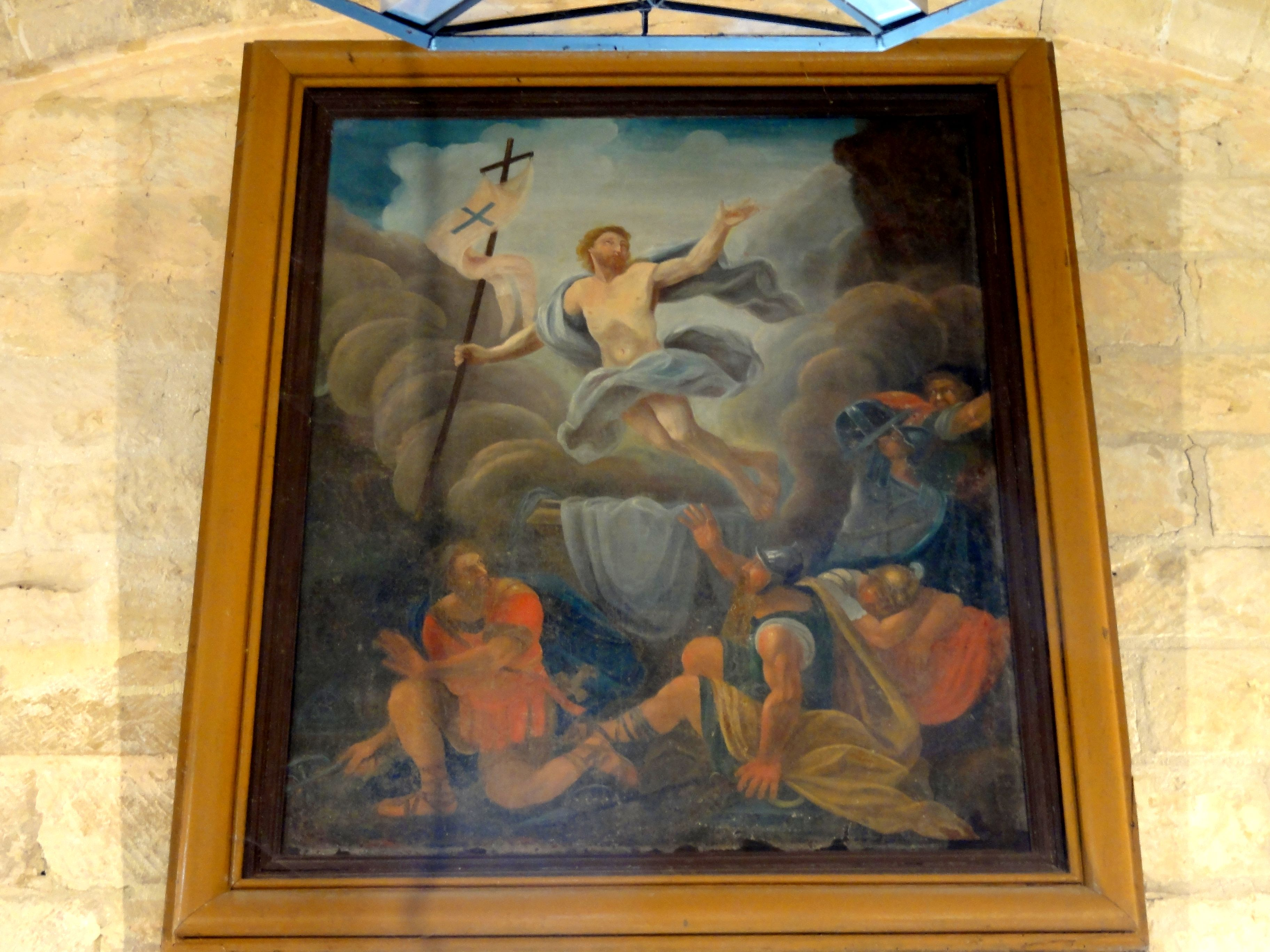
Résurrection du Christ.
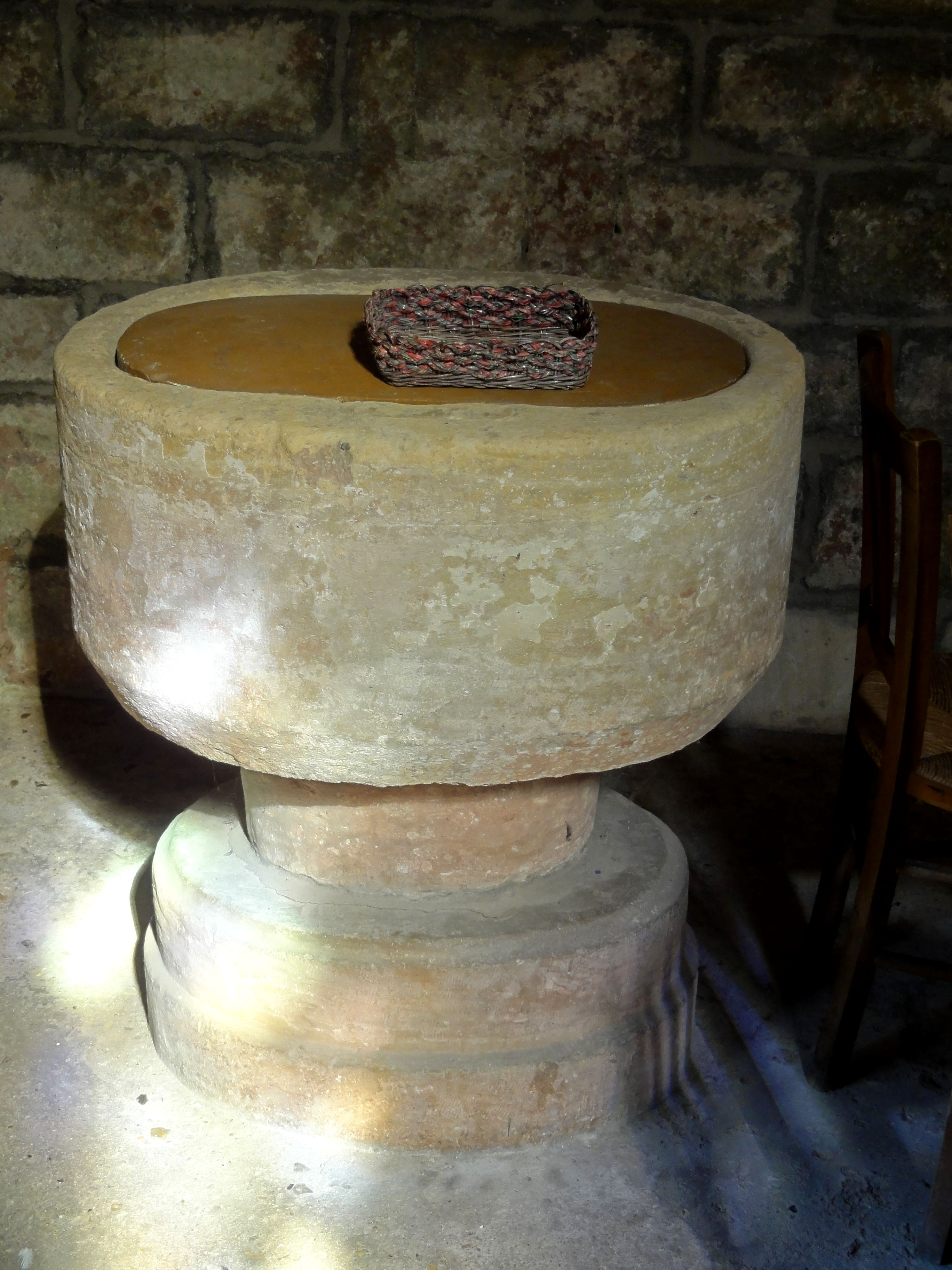
Fonts baptismaux.
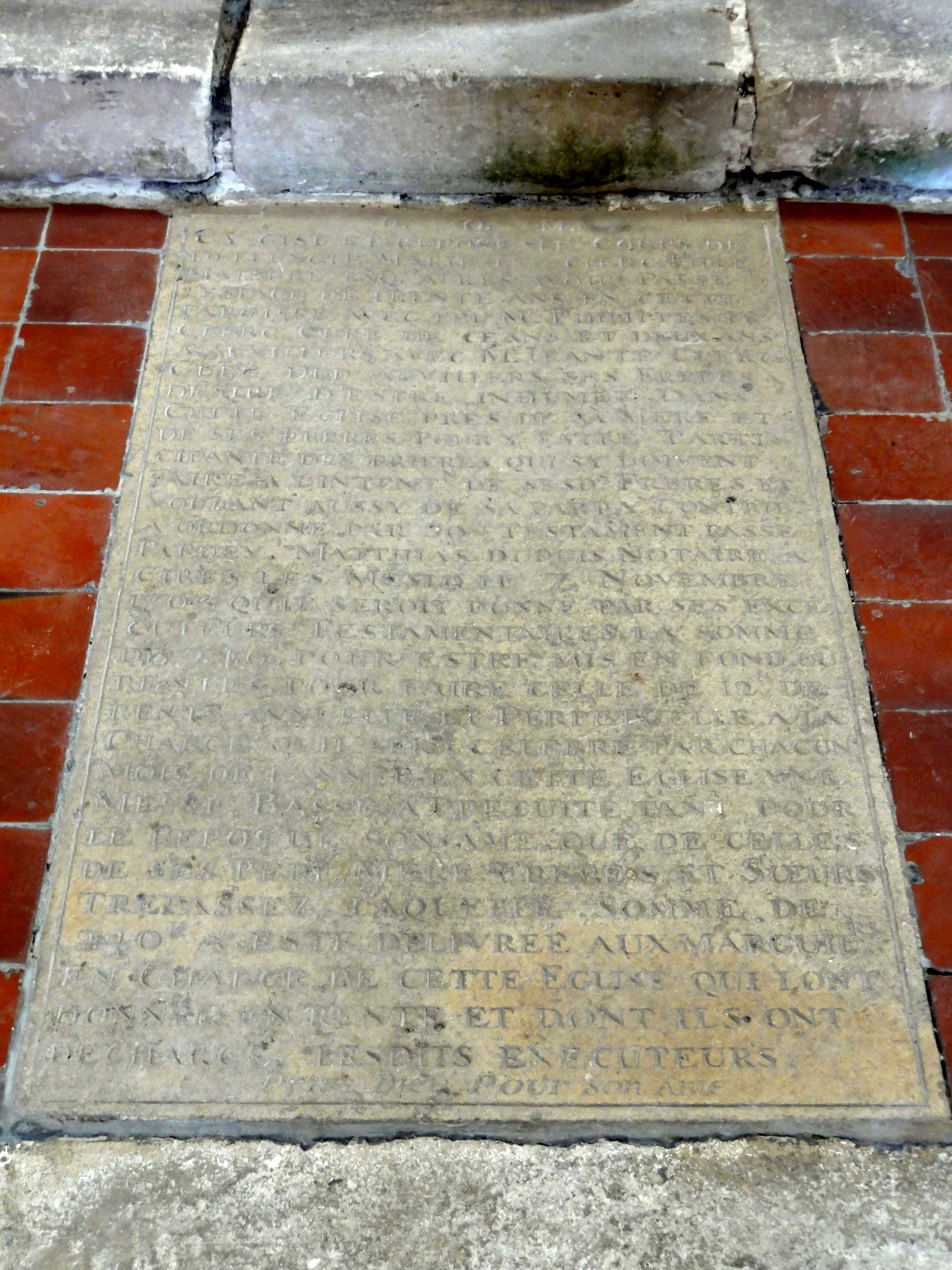
Dalle funéraire.
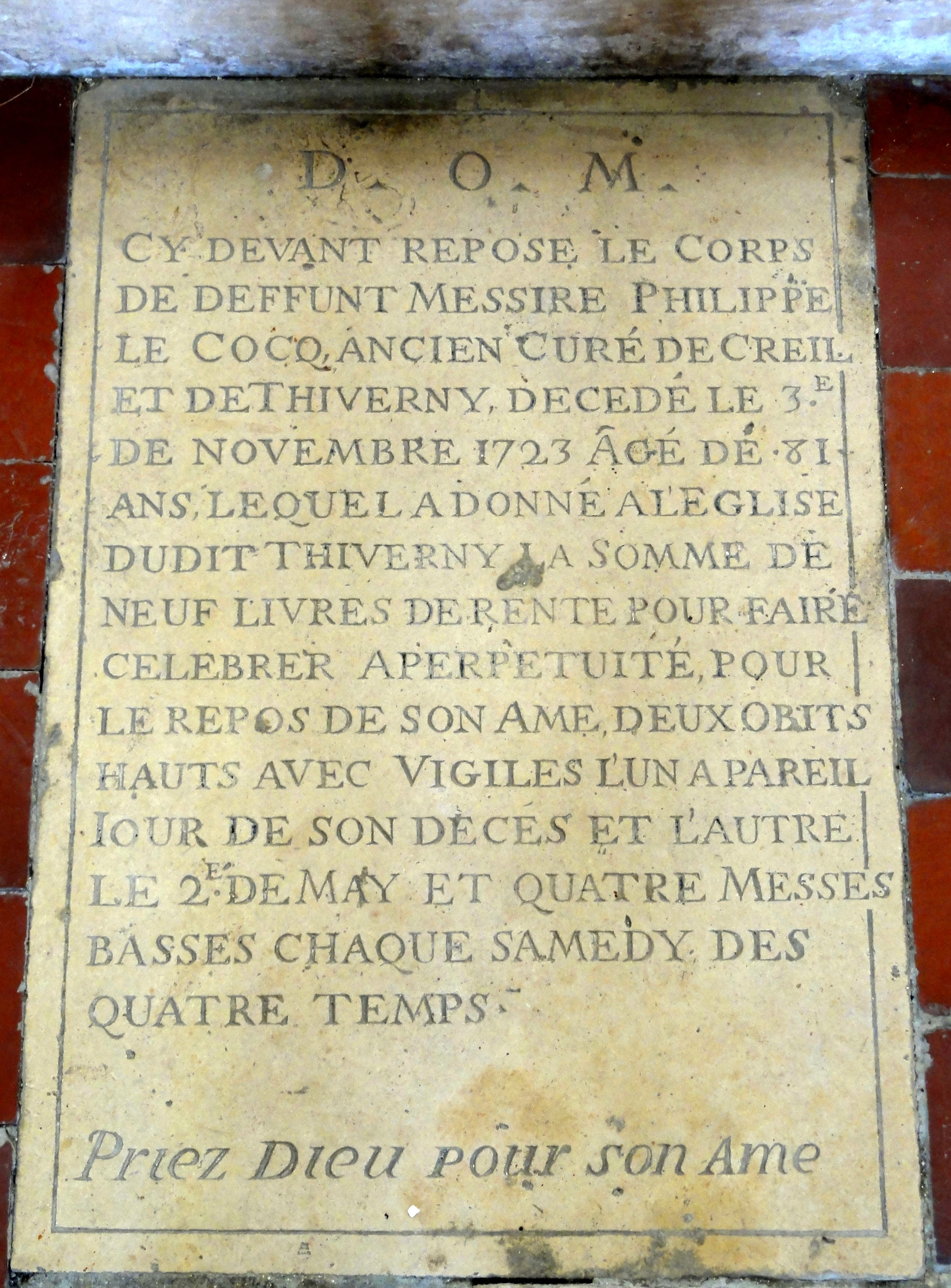
Dalle funéraire.